# Abraham Lincoln

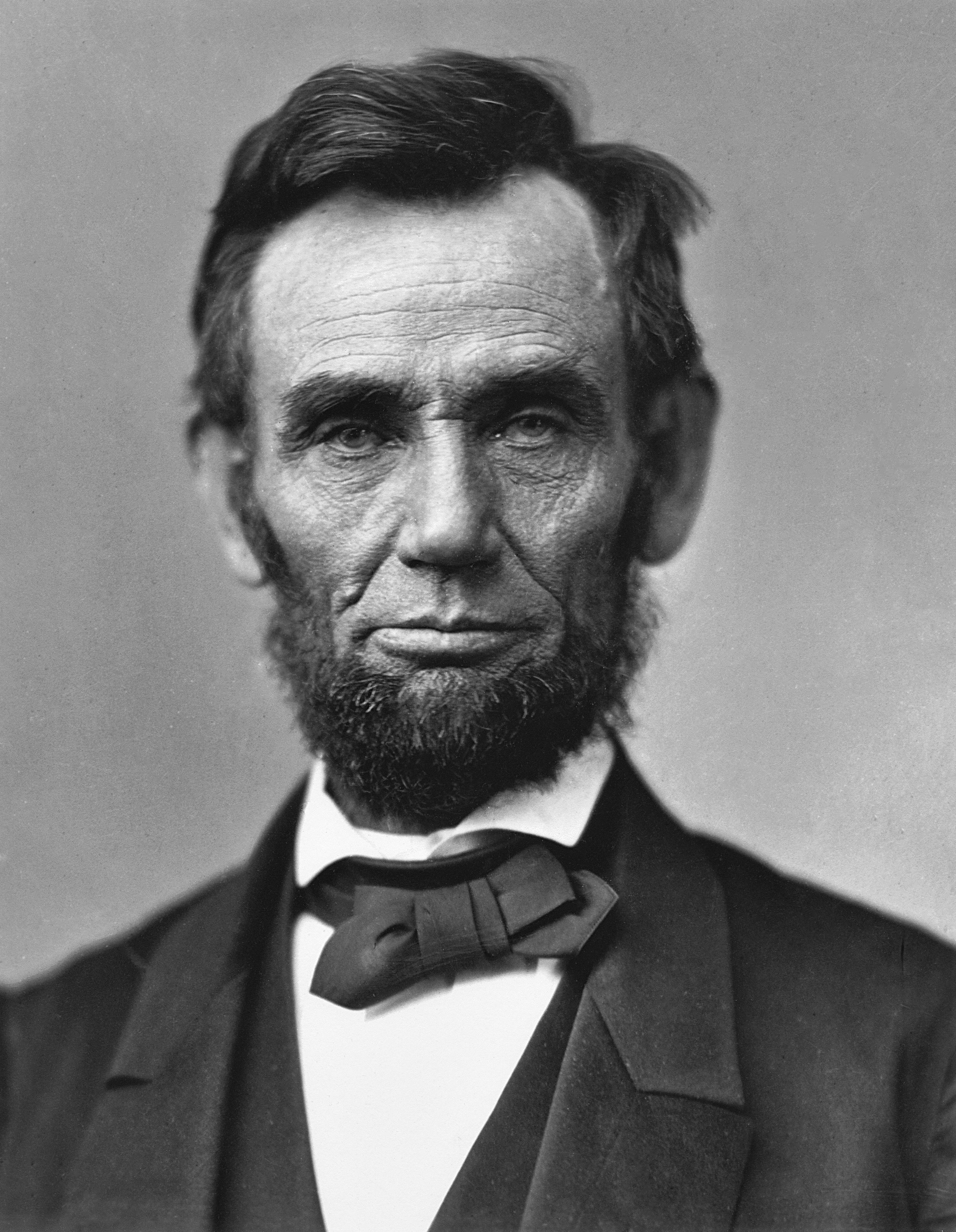
Abraham Lincoln (1863)
Foto: Alexander Gardner

Abraham Lincoln [ˈeɪbɹəhæm ˈliŋkən] ⓘ (* 12. Februar 1809 bei Hodgenville, Hardin County, heute: LaRue County, Kentucky; † 15. April 1865 in Washington, D.C.) amtierte von 1861 bis 1865 als 16. Präsident der Vereinigten Staaten von Amerika. Nach seiner erfolgreichen Wahl im Jahr 1860, gelang ihm 1864 die Wiederwahl für eine zweite Amtszeit. Er war der erste US-Präsident aus den Reihen der Republikanischen Partei und der erste, der einem Attentat zum Opfer fiel.
Lincolns Präsidentschaft gilt als eine der bedeutendsten in der Geschichte der Vereinigten Staaten: Nach der Wahl des Sklavereigegners traten elf der sklavenhaltenden Südstaaten aus der Union aus und bildeten die Konföderierten Staaten von Amerika. Lincoln führte die verbliebenen Nordstaaten durch den daraus entstandenen Sezessionskrieg und setzte die Wiederherstellung der Union durch. Mit seiner Emanzipationsproklamation (1862) und dem 13. Zusatzartikel zur Verfassung legte er den rechtlichen Grundstein zur erfolgreichen Abschaffung der Sklaverei in den USA. Unter Lincolns Präsidentschaft schlug das Land endgültig den Weg zum zentral regierten, modernen Industriestaat ein und schuf so die Basis für seinen Aufstieg zur Weltmacht im 20. Jahrhundert.

## Leben

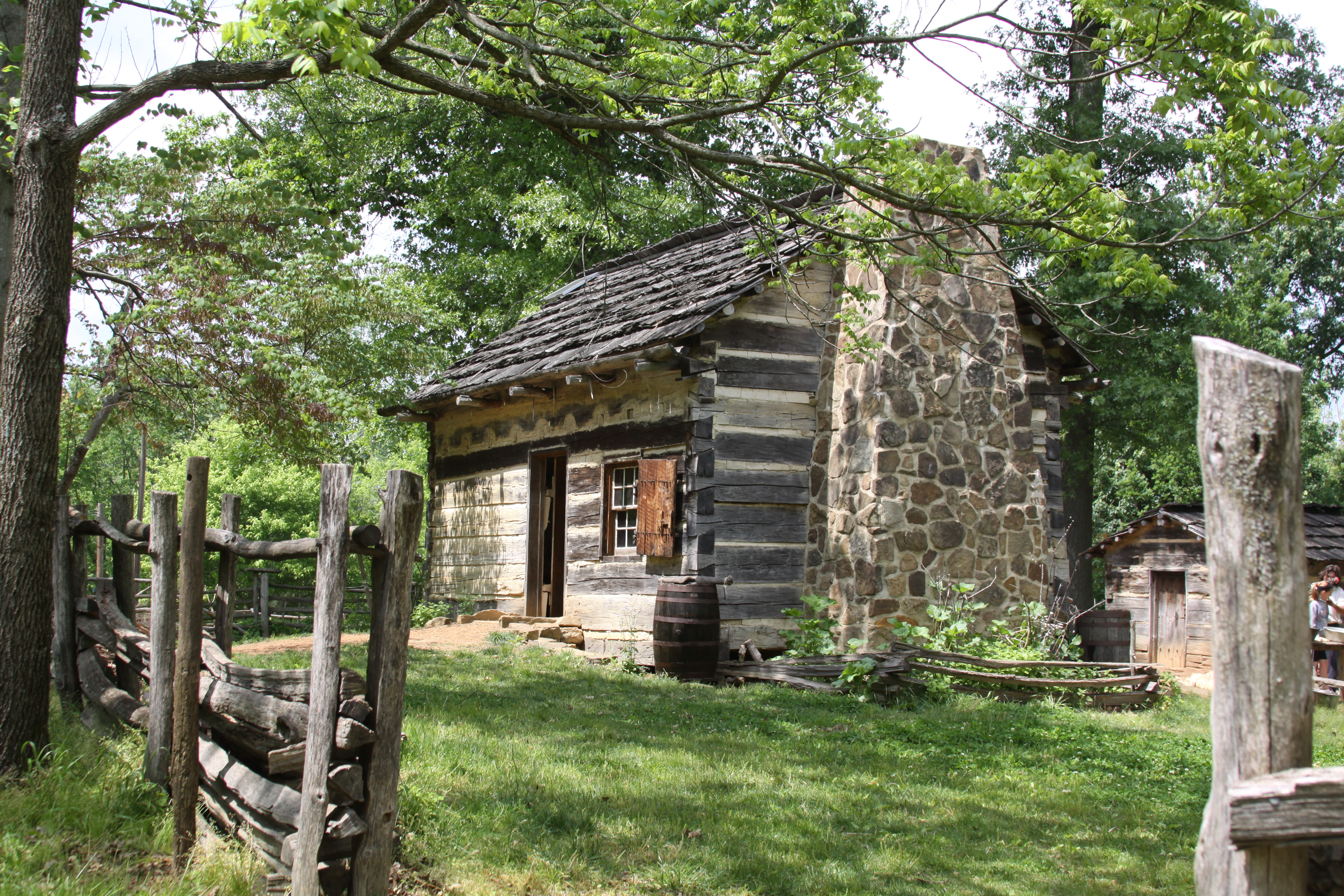
Nachbau der Blockhütte, in der Lincoln von 1816 bis 1830 lebte (Lincoln Boyhood National Memorial)

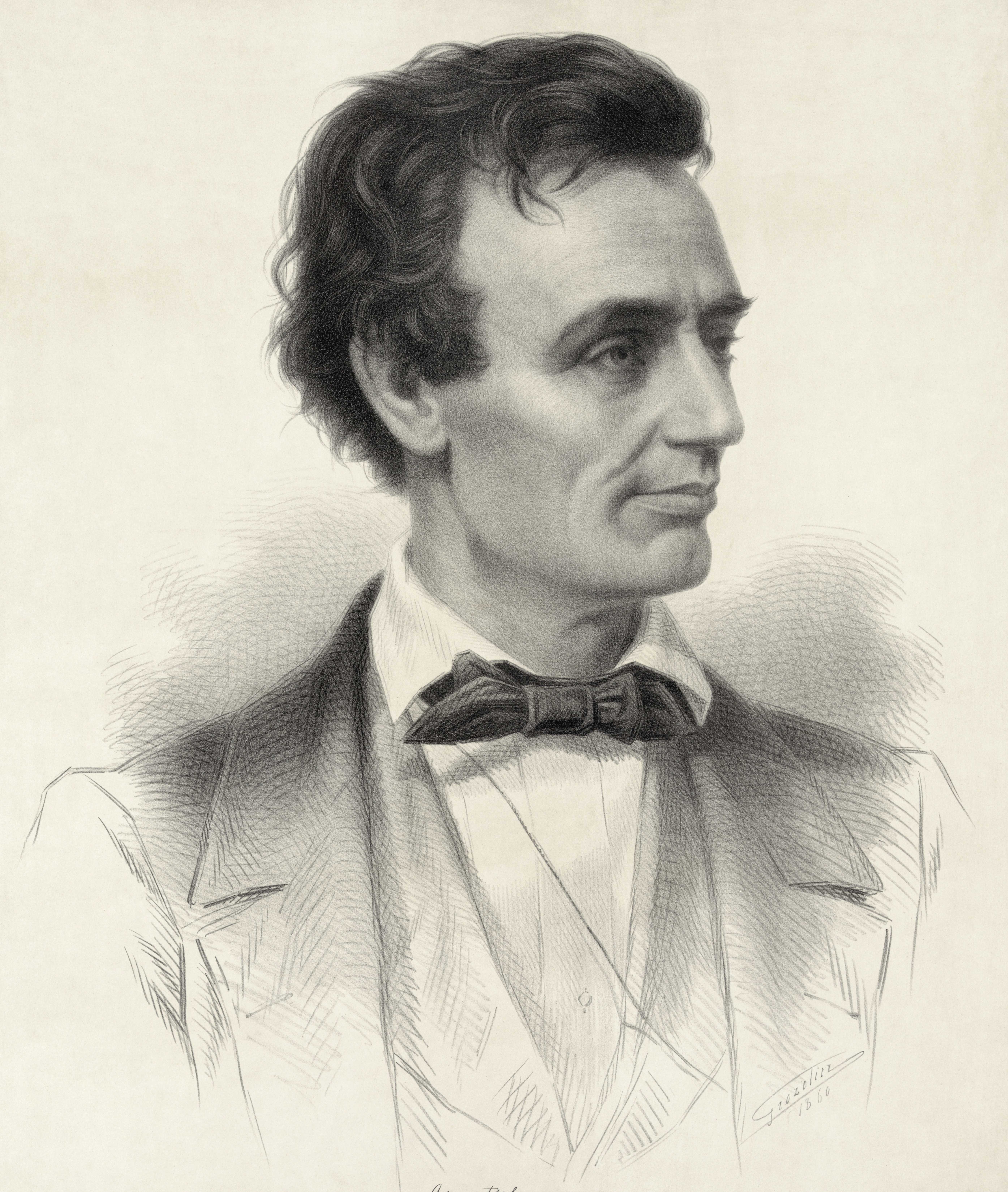
Abraham Lincoln im Jahre 1832

### Kindheit und Jugend
Abraham Lincoln wurde am 12. Februar 1809 in einer einfachen Blockhütte auf der Sinking Spring Farm nahe dem Dorf Hodgenville, im US-Bundesstaat Kentucky geboren (siehe hier). Seine Eltern waren der Landwirt und Zimmerer Thomas Lincoln (1778–1851) und dessen Frau Nancy Hanks Lincoln (1784–1818), die beide aus Virginia stammten. Zur Familie gehörten noch seine ältere Schwester Sarah (1807–1828) sowie ein 1812 geborener Bruder Thomas jr., der aber schon kurz nach der Geburt starb. Der Familienstammbaum geht auf Samuel Lincoln (1622–1690) zurück, der aus der ostenglischen Grafschaft Norfolk nach Amerika ausgewandert war und sich in der Massachusetts Bay Colony niedergelassen hatte.
Als frommer Baptist lehnte Lincolns Vater die in Kentucky erlaubte Sklaverei ab, obwohl einige seiner Verwandten Sklavenhalter waren. Aufgrund von Landstreitigkeiten verließ die Familie Ende 1816 Kentucky und zog nach Little Pigeon Creek im Südwesten des sklavenfreien Indiana-Territoriums, dem heutigen Spencer County. Auch hier lebten sie in einer einfachen Blockhütte, die der Vater erbaut hatte (siehe hier). Zwei Jahre später starb Lincolns Mutter an der so genannten Milchkrankheit. 1819 heiratete Thomas Lincoln die Witwe Sarah Bush Johnston (1788–1869), die drei eigene Kinder in die Ehe mitbrachte. Als Halbwaise pflegte Abraham Lincoln zeitlebens eine warmherzige Beziehung zu seiner Stiefmutter, auch weil sie, anders als sein Vater, sein Streben nach Bildung unterstützte.
Die Bildungsmöglichkeiten an der kaum erschlossenen Frontier, der Siedlungsgrenze zur Wildnis, waren äußerst begrenzt. Auch in der Region von Indiana gab es nur sporadisch betriebene Einraum-Schulen in Blockhütten, in denen die Kinder aller Jahrgänge gemeinsam unterrichtet wurden. Viel mehr als Grundkenntnisse im Lesen, Schreiben und Rechnen wurden dort nicht vermittelt. Die Schüler lernten meist durch gemeinsames Rezitieren. Selbst diese Art des Unterrichts hat Lincoln nur sehr unregelmäßig genossen. Von 1816 bis 1827 besuchte er zwar verschiedene Schulen in und um das heutige Cannelton, zwischen seinem 11. und seinem 15. Lebensjahr aber nicht länger als insgesamt ein Jahr. Seine umfassende Bildung hat er sich vor allem als Autodidakt angeeignet. Der junge Lincoln war lesehungrig und verschlang jedes Buch, dessen er habhaft werden konnte. Neben der King-James-Bibel beeinflussten ihn vor allem die Dramen William Shakespeares sowie Werke von Homer, Vergil, John Dryden, John Milton und Daniel Defoe. Seine Belesenheit und Gewandtheit im Ausdruck wurden bald im näheren Umkreis bekannt, so dass Nachbarn ihn schon als Jugendlichen baten, Briefe für sie aufzusetzen.
Im Wesentlichen aber bestand Lincolns Leben damals aus der harten und ungeliebten Feldarbeit mit seinem Vater. Thomas Lincoln lieh seinen Sohn gegen Bezahlung auch an Nachbarn aus, wenn diese Unterstützung benötigten. Bis zu seinem 19. Lebensjahr teilte Abraham Lincoln das Pionierdasein seiner Familie in Indiana. 1830 zogen die Lincolns erneut weiter nach Westen, ins Macon County in Illinois. Kurz darauf verließ Abraham das Elternhaus und ließ sich im Präriestädtchen New Salem im benachbarten Sangamon County (heute Menard County) nieder, wo er eine Stelle als Kaufmannsgehilfe annahm. In den nächsten Jahren war er dort auch als Landvermesser und Posthalter tätig. In seiner Freizeit betätigte er sich damals als Ringer. Er war 1830 Meister in seinem County und musste in den folgenden zehn Jahren nur eine Niederlage hinnehmen. Das städtische Amerika lernte er erstmals im Jahr 1831 kennen, in dem er als Flößer auf dem Ohio und dem Mississippi flussabwärts bis nach New Orleans fuhr.

### Lincolns Aufstieg
Im Jahr 1832 nahm Lincoln als Freiwilliger am Kriegszug gegen die Sauk-Indianer unter Häuptling Black Hawk teil, ohne aber in Kämpfe verwickelt zu werden. Seine Kameraden wählten ihn bei dieser Gelegenheit zum Captain. Dies und die Tatsache, dass er sich in einem Debattierclub in New Salem als guter Redner erwiesen hatte, ermutigten ihn, noch im selben Jahr für das Repräsentantenhaus von Illinois zu kandidieren. Als Parteigänger der Whigs trat er im Wahlkampf für den Ausbau der Verkehrswege und eine Verbesserung des Schulwesens ein. Im ersten Anlauf scheiterte Lincoln, aber 1834 errang er das Mandat, das er über vier Legislaturperioden bis 1842 behalten sollte.

#### Parlamentarier und Anwalt in Illinois

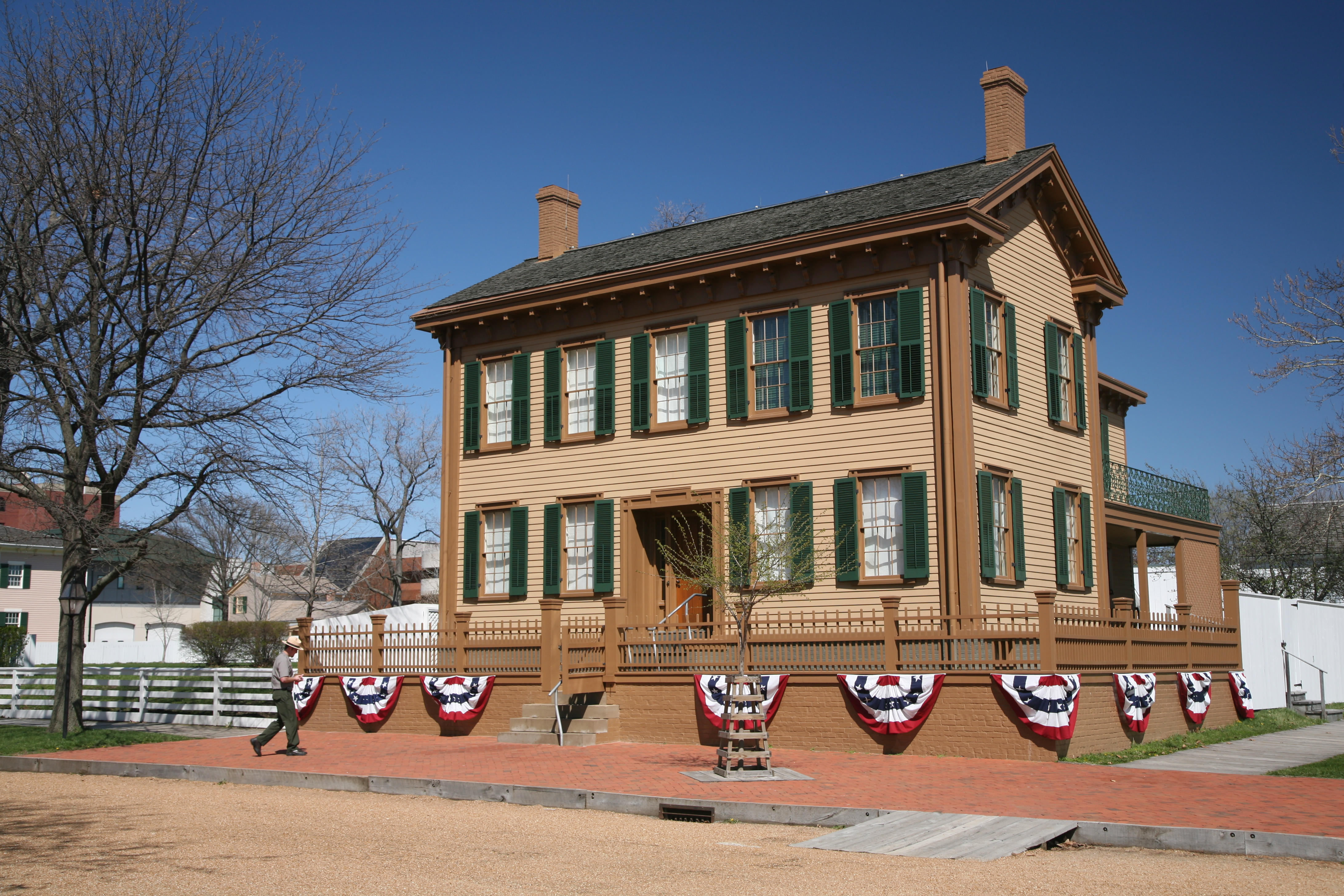
Lincolns Wohnhaus in Springfield

Das Staatsparlament von Illinois hatte bis 1839 seinen Sitz in der ersten Landeshauptstadt Vandalia. Als Honest Abe – ehrlicher Abe –, ein Spitzname, der ihm bleiben sollte, erwarb sich Abraham Lincoln dort rasch so viel Vertrauen, dass er zum Sprecher des Finanzausschusses und bereits mit 27 Jahren zum Parteiführer der oppositionellen Whigs gewählt wurde. Aus dem Jahr 1837 datiert seine erste öffentliche Stellungnahme gegen die Sklaverei. In einer Parlamentsdebatte stellte er fest, „dass die Institution der Sklaverei auf Ungerechtigkeit und schlechte Politik zurückzuführen ist“.
In den ersten Jahren seiner politischen Tätigkeit absolvierte Lincoln ein diszipliniertes Selbststudium der Rechtswissenschaften; 1836 wurde er zur Anwaltskammer von Illinois zugelassen. Im folgenden Jahr gründete er mit dem Rechtsanwalt John T. Stuart eine gemeinsame Kanzlei in der neuen Hauptstadt von Illinois, Springfield. Doch auch als Anwalt lebte Lincoln noch lange in äußerst bescheidenen Verhältnissen.
Während seiner Zeit in Springfield näherte sich Lincoln den Freimaurern an, die damals hohes Ansehen genossen. Obwohl er der Vereinigung wohlwollend gegenüberstand, wurde er jedoch nie – wie später irrtümlich behauptet – ihr Mitglied. Kurz vor seiner Wahl zum Präsidenten zog er ein Gesuch um Aufnahme in die Tyrian Lodge No. 333 in Springfield zurück, weil er diesen Schritt nicht als Wahlkampftaktik missverstanden sehen wollte.

#### Familiengründung

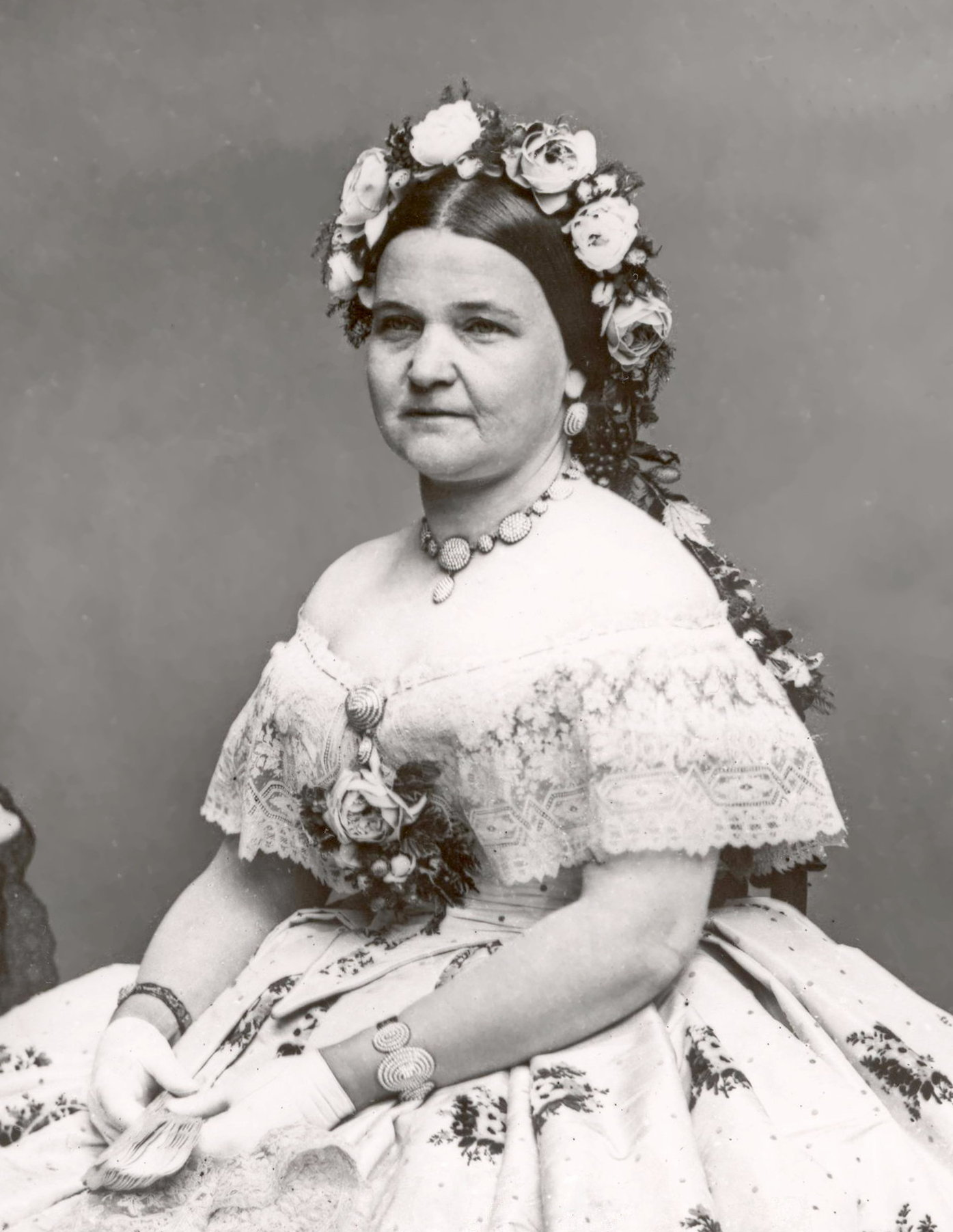
Mary Lincoln (1818–1882)

Im Jahr 1842 heiratete Abraham Lincoln Mary Todd, die einer reichen Familie von Pflanzern und Sklavenhaltern aus Kentucky entstammte. Bei den Todds stieß diese Verbindung auf erheblichen Widerstand, da Lincoln nur wenig Vermögen besaß und seine politischen Ansichten den ihren weitgehend widersprachen. Ein Verwandter Mary Lincolns, ihr Schwager Benjamin Hardin Helm, stieg im Sezessionskrieg sogar zum General der konföderierten Armee auf. Er fiel später in der Schlacht am Chickamauga.
Abraham und Mary Lincoln wurden vier Söhne geboren:
- Robert Todd Lincoln (* 1. August 1843 in Springfield, Illinois; † 26. Juli 1926 in Manchester, Vermont)
- Edward „Eddie“ Baker Lincoln (* 10. März 1846 in Springfield, Illinois; † 1. Februar 1850 ebenda)
- William „Willie“ Wallace Lincoln (* 21. Dezember 1850 in Springfield, Illinois; † 20. Februar 1862 in Washington, D.C.)
- Thomas „Tad“ Lincoln (* 4. April 1853 in Springfield, Illinois; † 15. Juli 1871 in Chicago, Illinois).

Zwei Kinder starben also bereits zu Lincolns Lebzeiten und nur Robert erreichte das Erwachsenenalter. Wie sein Vater schlug er eine Karriere als Anwalt und Politiker ein und war von 1881 bis 1885 US-Kriegsminister. Der letzte direkte Nachfahre Abraham Lincolns, Robert Todd Lincoln Beckwith, ein Urenkel, starb 1985 im Alter von 81 Jahren.

#### Abgeordneter im Repräsentantenhaus

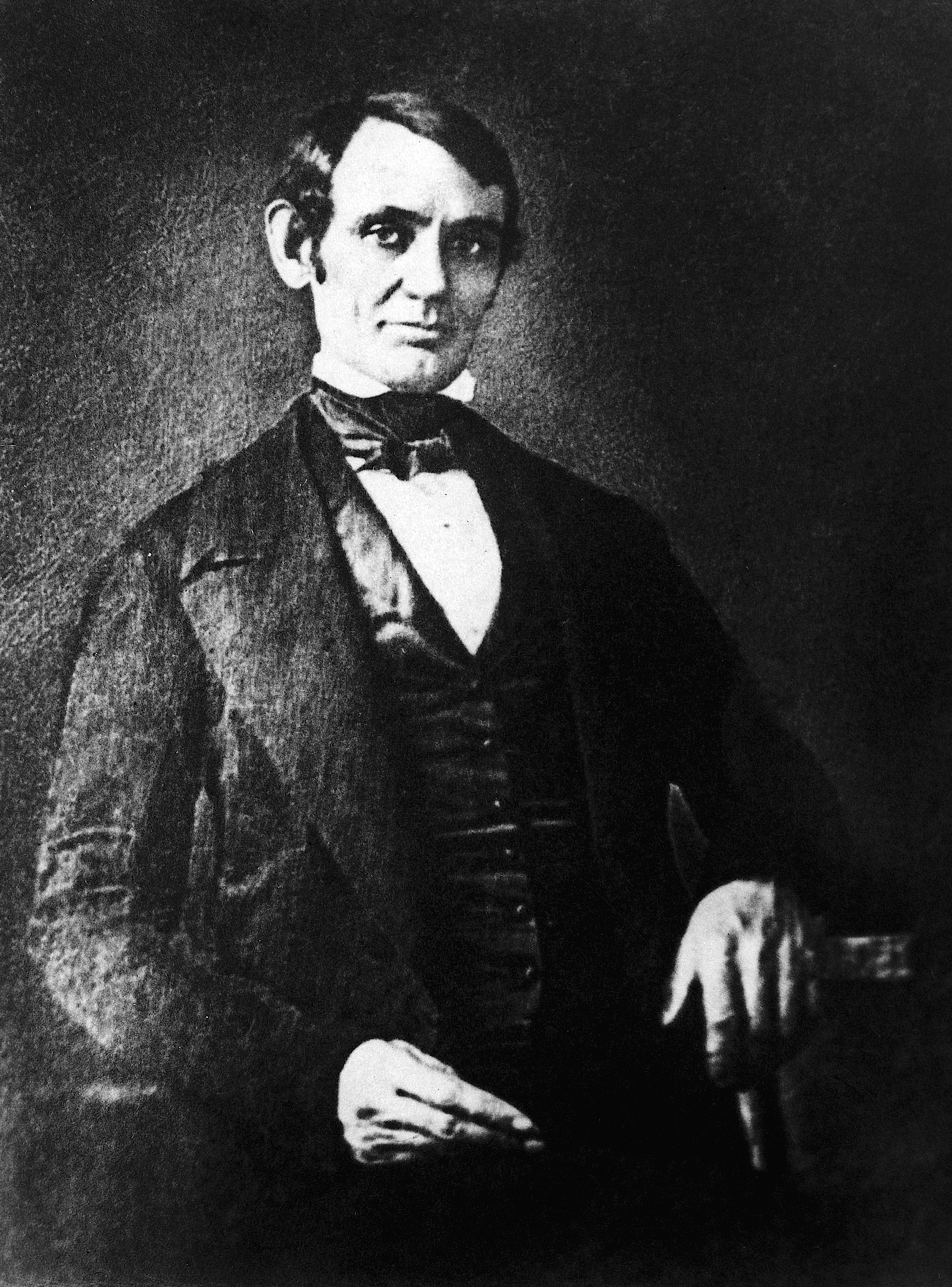
Lincoln als Mitglied des Kongresses (1847)

Im Jahr seiner Heirat schied Lincoln aus dem Staatsparlament von Illinois aus, um sich verstärkt seiner Anwaltstätigkeit zu widmen. Er erwarb sich einen Ruf als Spezialist für Eisenbahnrecht und kam allmählich zu bescheidenem Wohlstand. 1842 bemühte sich Lincoln vergebens darum, bei den Wahlen zum Repräsentantenhaus als Kandidat der Whigs aufgestellt zu werden. Er führte sein Scheitern darauf zurück, dass er keiner Kirche angehörte und sich am 22. September mit dem demokratischen Politiker James Shields zu einem Duell mit Korbschwertern verabredet hatte, auch wenn es aufgrund des Einschreitens der Sekundanten nicht zum Kampf kam und niemand verletzt wurde.
Als einer der führenden Köpfe der Whigs in dem jungen Bundesstaat wurde Lincoln dann 1846 ins Repräsentantenhaus gewählt. In Washington trat er als Gegner von Präsident James K. Polk und seiner Kriegspolitik gegen Mexiko auf. So forderte er Polk, der den Krieg als Akt der Selbstverteidigung darstellte, in mehreren Resolutionen dazu auf, den genauen Punkt (englisch: spot) zu benennen, an dem die mexikanische Armee in US-Territorium eingedrungen sei. Diese von Polk ignorierten Anträge wurden als Spot Resolutions bekannt, während Lincoln selbst wegen seiner Kriegsgegnerschaft von der Mehrheit der Presse angegriffen und als spotty Lincoln verhöhnt wurde. Er ging jedoch nicht so weit, der Streichung der Geldmittel für die Armee zuzustimmen. Im Januar 1849 brachte er eine Resolution zur Beschränkung der Sklaverei im District of Columbia ein. Ansonsten machte er bei seinem ersten Auftreten in der Bundespolitik kaum von sich reden.
Für Lincoln war es wichtig, im engen Kontakt zu seinen Wählern zu bleiben, den er durch seine Tätigkeit als Anwalt aufgebaut hatte. Ein Angebot, als Partner in eine Kanzlei in Chicago einzusteigen, schlug er daher aus. Da er in Washington ohne seine Familie lebte, reizte ihn auch eine Karriere in der Bundeshauptstadt wenig. Der 1849 ins Amt gelangte Präsident Zachary Taylor bot ihm an, Gouverneur des neuen Territoriums Oregon zu werden, das die heutigen Staaten Oregon, Washington und Idaho sowie Teile Montanas und Wyomings einschloss. Aber auch dies schlug er aus und kehrte 1849 nach Springfield zurück. Für die nächsten fünf Jahre verabschiedete sich Abraham Lincoln aus der Politik. Erst die Verschärfung des Konflikts zwischen Befürwortern und Gegnern der Sklaverei brachte ihn auf die politische Bühne zurück.

### Weg zur Präsidentschaft
Um zu verstehen, wie Abraham Lincoln von einer kaum über Illinois hinaus bekannten Parteigröße zu einem in ganz Amerika beachteten Politiker und schließlich zum Präsidentschaftskandidaten der neuen Republikanischen Partei werden konnte, muss man die Entwicklung der Sklavenfrage und Lincolns Haltung dazu betrachten.

#### Gegensätze zwischen Nord und Süd

Freie und Sklavenstaaten von der Unabhängigkeit bis zum Bürgerkrieg

Gesellschaftlich, kulturell und wirtschaftlich unterschieden sich der Norden und der Süden der USA in wesentlichen Punkten. Sie bildeten völlig gegensätzliche Wirtschaftssysteme aus, deren Interessen sich im Laufe des 19. Jahrhunderts immer schwerer miteinander vereinbaren ließen. Der Süden, als Agrarland auf die Ausfuhr von Baumwolle, Tabak und anderen Plantagenprodukten angewiesen, verfocht eine Freihandelspolitik, worin er von Großbritannien unterstützt wurde. Der Norden, der seine noch junge Industrie vor der Einfuhr von Massenprodukten aus England schützen wollte, trat für möglichst hohe Schutzzölle ein. Die Partei der Whigs – insbesondere deren Gründer Henry Clay, den Lincoln als sein Vorbild ansah – forderten wie später auch die Republikaner eine starke Zentralmacht, eine Nationalbank sowie Bundesausgaben zur Verbesserung der zwischenstaatlichen Infrastruktur, etwa durch den Bau von Fernstraßen und Kanälen. Nicht zuletzt befürworteten sie das Prinzip der freien Arbeit in den neu zu besiedelnden Gebieten des Westens. Die im Süden traditionell starke Demokratische Partei dagegen lehnte all das ab und war für eine weitgehende Autonomie der Einzelstaaten. Dies schloss auch das Recht neuer Staaten ein, auf ihrem Gebiet die Sklaverei zu gestatten.
Trotz seiner geringeren Bevölkerungszahl nahm der Süden mit seiner reichen Pflanzeraristokratie bis zum Bürgerkrieg die politisch und gesellschaftlich führende Rolle innerhalb der USA ein. So stammten 9 der 15 Vorgänger Lincolns im Präsidentenamt aus einem der Sklavenstaaten, die meisten davon aus Virginia. Zudem wog die Stimme eines weißen Südstaatlers bei Wahlen ungleich schwerer als die eines Nordstaatlers. Denn die Anzahl der Abgeordneten, die ein Staat ins Repräsentantenhaus entsenden durfte, hing von seiner Einwohnerstärke ab. Jedem der Südstaaten aber wurde die Zahl der dort lebenden afroamerikanischen Sklaven zu drei Fünfteln angerechnet, obwohl diesen selbst das Wahlrecht verwehrt war. Seit Beginn des 19. Jahrhunderts schritten Industrialisierung und Bevölkerungswachstum im Norden zwar rasch voran, so dass sich das wirtschaftliche Gewicht immer mehr zu seinen Gunsten verschob. Gleichzeitig aber gewannen die Stimmen der Südstaatler im Kongress an Gewicht, da die Anzahl ihrer Sklaven zwischen 1780 und 1860 von 500.000 auf 4 Millionen anstieg. Der wesentliche Grund dafür, dass sich die Sklaverei trotz des seit 1808 geltenden, offiziellen Verbots des Sklavenhandels auf dem Vormarsch befand, war der anhaltende Boom der amerikanischen Baumwollwirtschaft.

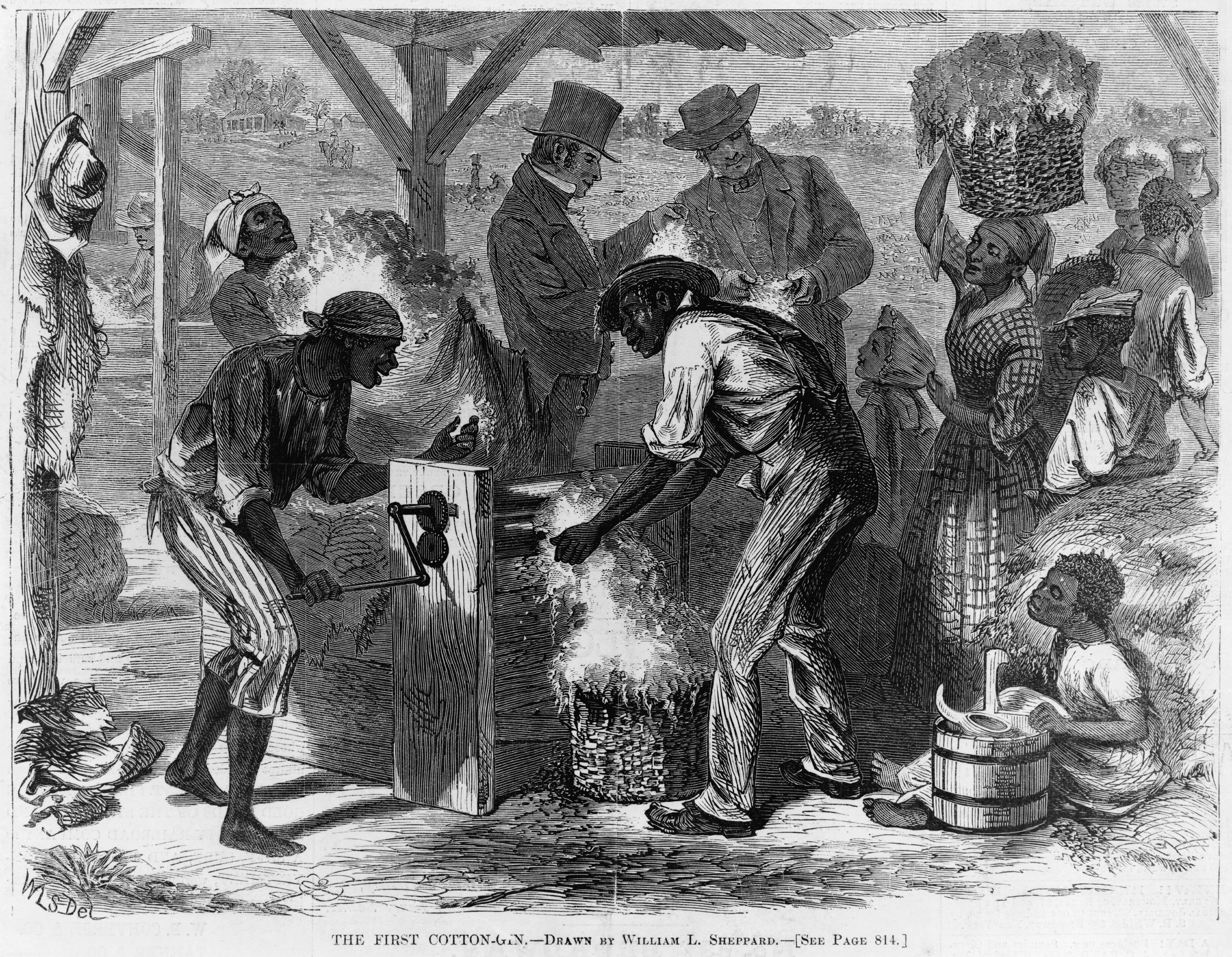
Sklaven entkernen die Baumwolle mithilfe der Cotton Gin (Nachträgliche Illustration aus dem Jahre 1869)

In den frühen Jahren der Republik hatten sogar viele Politiker aus den Südstaaten, die – wie George Washington oder Thomas Jefferson – selbst Sklavenhalter waren, an eine allmähliche Abschaffung oder ein Absterben der Sklaverei gedacht. Im Jahr 1793 jedoch erfand Eli Whitney die Cotton Gin, eine Maschine, die die Fasern der Baumwolle von ihren Samenkapseln trennt. Sie steigerte die Effizienz der Entkörnung um das Fünfzigfache und machte den Baumwollanbau im großen Stil – und damit auch den Einsatz von Sklaven – profitabler denn je. Zwischen 1790 und 1820 stieg der Baumwollexport allein nach England um mehr als das Hundertfache an, von 700.000 auf 76 Millionen Kilogramm. Da Baumwolle den Boden stark auslaugt, werden nach einigen Jahren neue Anbauflächen benötigt. Anders als alle übrigen Baumwollproduzenten weltweit verfügten die Südstaatler aber nahezu unbegrenzt über Land, Arbeitskräfte und Kapital – wegen der von Weißen noch unbesiedelten Gebiete im Westen, der Sklaverei und finanzstarken Kreditgebern im Norden. So beherrschten die USA 1860 dank King Cotton (König Baumwolle) den weltweiten Baumwollmarkt.
In den ersten 50 Jahren nach der Gründung der USA hatte die Sklavenfrage in der Innenpolitik nur eine untergeordnete Rolle gespielt. Mit der Ausweitung der Sklaverei wuchs aber auch der Widerstand dagegen. Viele Nordstaatler lehnten sie aus wirtschaftlichen Gründen ab, so etwa die bäuerlichen Anhänger der Free Soil Party, die sich von Seiten der südstaatlichen Pflanzer einem unfairen Wettbewerb um Land und billige Arbeitskraft ausgesetzt sahen. Ähnlich argumentierte der südstaatliche Autor Hinton Rowan Helper in seinem Bestseller The Impending Crisis of the South (Die drohende Krise des Südens), in dem er die Sklaverei als Hemmnis für die ökonomische Entwicklung darstellte.
Zudem entstanden seit den 1830er Jahren im Norden publizistisch einflussreiche Vereinigungen von Abolitionisten, die die Sklaverei grundsätzlich ablehnten. Die einen – wie etwa der Journalist William Lloyd Garrison – forderten aus religiös-moralischen, die anderen – wie der entflohene Sklave Frederick Douglass – aus prinzipiellen Erwägungen heraus die Abschaffung der peculiar institution (der „besonderen Einrichtung“), wie die Sklaverei in der US-Verfassung verbrämend genannt wurde. Sie unterstützten die Bildung von Anti-Sklaverei-Wahlblöcken, die seit den 1840er Jahren immer mehr abolitionistisch gesinnte Politiker nach Washington brachten. Abgeordnete wie John Quincy Adams, Thaddeus Stevens oder Charles Sumner widersetzten sich Regelungen, die bis dahin verhindert hatten, dass das Sklaverei-Thema im Kongress auch nur erörtert wurde und setzten dieses endgültig auf die politische Agenda. Ihnen traten Südstaaten-Politiker wie der ehemalige US-Vizepräsident und Senator von South Carolina, John C. Calhoun, entgegen. Er sah in der Sklaverei ein „positives Gut“, da die „Negerrasse“ von Natur aus zum Dienen bestimmt sei und es den Afroamerikanern in Gefangenschaft besser gehe als in Freiheit. Den gewaltlosen Aktionen der Abolitionisten schlug im Süden – und nicht nur dort – verstärkt Hass und Gewalt entgegen. In Lincolns Heimatstaat Illinois ermordeten 1837 fanatische Sklavereibefürworter den abolitionistischen Prediger Elijah P. Lovejoy. Er war der erste weiße Amerikaner, der wegen des Streits um die Sklavenfrage getötet wurde.

#### Zuspitzung der Sklavenfrage

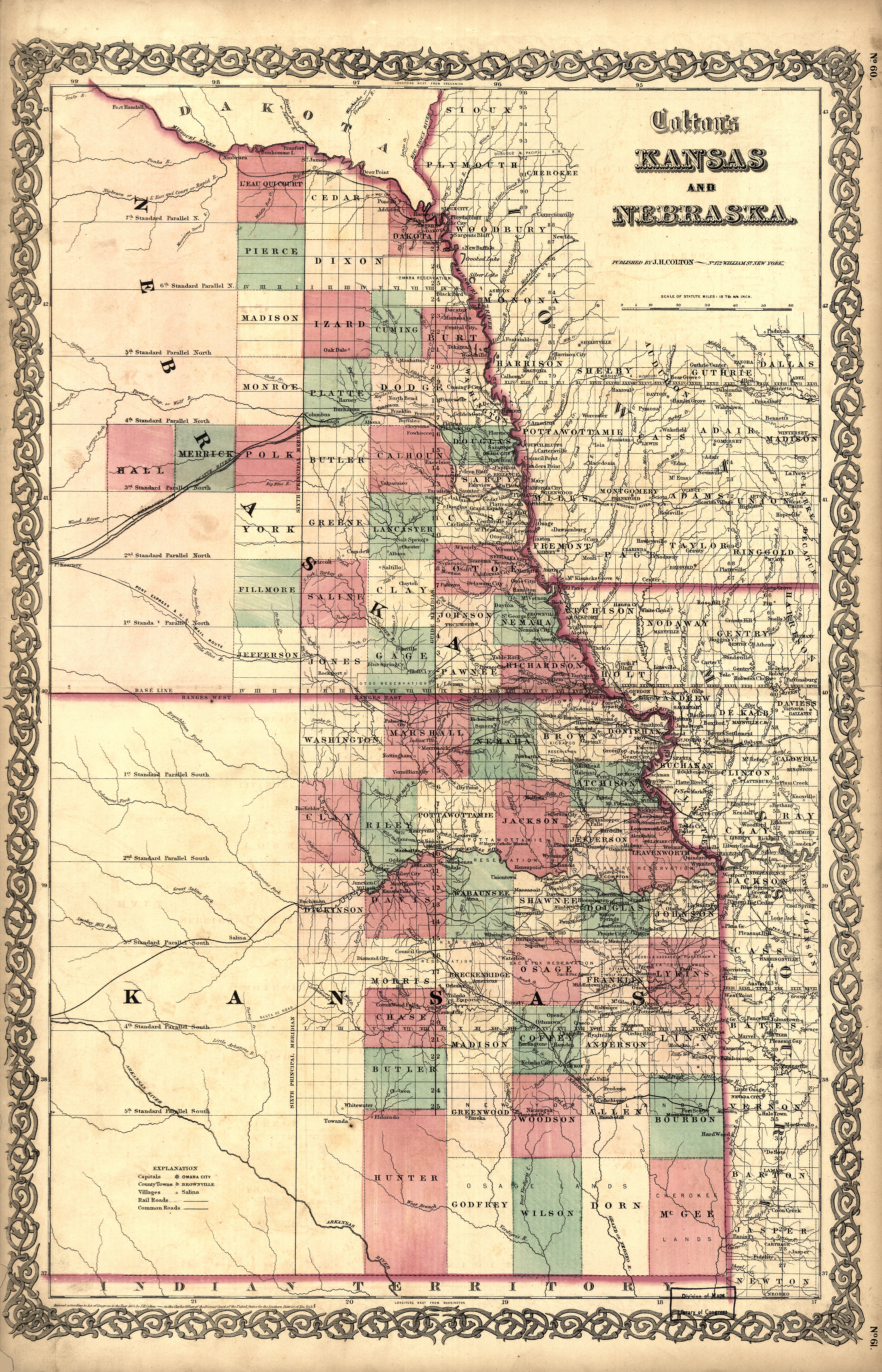
Karte von Kansas und Nebraska aus dem Jahr 1855

Freie und Sklavenstaaten waren zunehmend darauf bedacht, gegenüber der jeweils anderen Seite im Senat nicht in die Minderheit zu geraten. Dieses Problem stellte sich jedes Mal neu, wenn ein weiterer Staat in die Union aufgenommen werden sollte. Eine erste Zuspitzung des Konflikts konnte 1820 durch den Missouri-Kompromiss entschärft werden. Er sah vor, dass die Sklaverei nördlich der Mason-Dixon-Linie, die auf etwa 36° 30′ nördlicher Breite verlief, in allen neuen Staaten mit Ausnahme Missouris verboten sein solle. Dennoch wurde die Präsidentschaftswahl von 1844 von der Frage beherrscht, ob die wenige Jahre zuvor von Mexiko unabhängig gewordene Republik Texas als Sklavenstaat annektiert werden solle oder nicht. Die Annexion führte zum Mexikanisch-Amerikanischen Krieg, der 1848 mit weiteren, großen Landgewinnen der USA südlich der Mason-Dixon-Linie endete. Dadurch drohte sich das politische Gleichgewicht erneut zugunsten des Südens zu verschieben. Das sogenannte Wilmot Proviso, ein Antrag im Kongress, nach dem die Sklaverei in den eroberten Gebieten verboten werden sollte, erlangte nie Gesetzeskraft.
Mit dem Kompromiss von 1850 aber gelang es dem Kongress ein letztes Mal, die Gegensätze zwischen den Staaten auszugleichen: Einerseits bestimmte er, dass Kalifornien der Union als sklavenfreier Staat beitreten sollte, andererseits verabschiedete er den Fugitive Slave Act. Wegen dieses Gesetzes, das sklavenfreie Staaten verpflichtete, entflohene Sklaven auszuliefern, spaltete sich jedoch die Partei der Whigs, der Lincoln angehörte.
Am 30. Mai 1854 verabschiedete der Kongress auf Antrag des demokratischen Senators Stephen A. Douglas, später mehrfach direkter Gegenkandidat Lincolns, den Kansas-Nebraska Act. Dieses Gesetz stellte es den beiden Territorien – obwohl nördlich der Mason-Dixon-Linie gelegen – frei, in ihren künftigen Staatsverfassungen selbst festzulegen, ob sie die Sklaverei zuließen oder nicht. Daraufhin brach in Bleeding Kansas, dem blutenden Kansas, ein „Bürgerkrieg vor dem Bürgerkrieg“ aus. Darin bekämpften sich Sklavereibefürworter und Anhänger der Free-Soil-Bewegung, die für das Prinzip der freien Arbeit auf freiem Land eintraten.
Das innenpolitische Klima in den USA verschärfte sich nach der Verabschiedung des Gesetzes in einem Maße, das ausgleichende Debatten und Kompromisse kaum noch zuließ. Auf beiden Seiten nahmen irrationale Ängste zu und stießen Verschwörungstheorien zunehmend auf Akzeptanz. Der einflussreiche Senator John C. Calhoun hatte bereits vor 1850 die Ansicht verbreitet, die Befreiung der Sklaven werde zum Rassenkrieg und zur Vernichtung der Union führen. Er und andere Apologeten der Sklaverei sahen in ihr nicht länger ein unvermeidliches Übel, sondern eine für Herren wie Sklaven positive Einrichtung, die es unbedingt zu schützen gelte. George Fitzhugh, ein in den 1850er Jahren vielbeachteter und auch von Lincoln gelesener Autor, ging sogar noch weiter. Er forderte, dass außer den schwarzen auch die weißen Arbeiter versklavt werden sollten. Viele Demokraten argumentierten in Wahlkämpfen unverhohlen rassistisch, versuchten ihre Gegner als „schwarze Republikaner“ zu verunglimpfen und setzten die Befreiung der Afroamerikaner mit „Rassenmischung“ und „freier Liebe“ gleich. Diesem Argument begegnete Lincoln mit der Aussage: „Ich kann nicht nachvollziehen, warum ich, weil ich keine Negerin als Sklavin haben will, sie unbedingt als Ehefrau wollen sollte.“

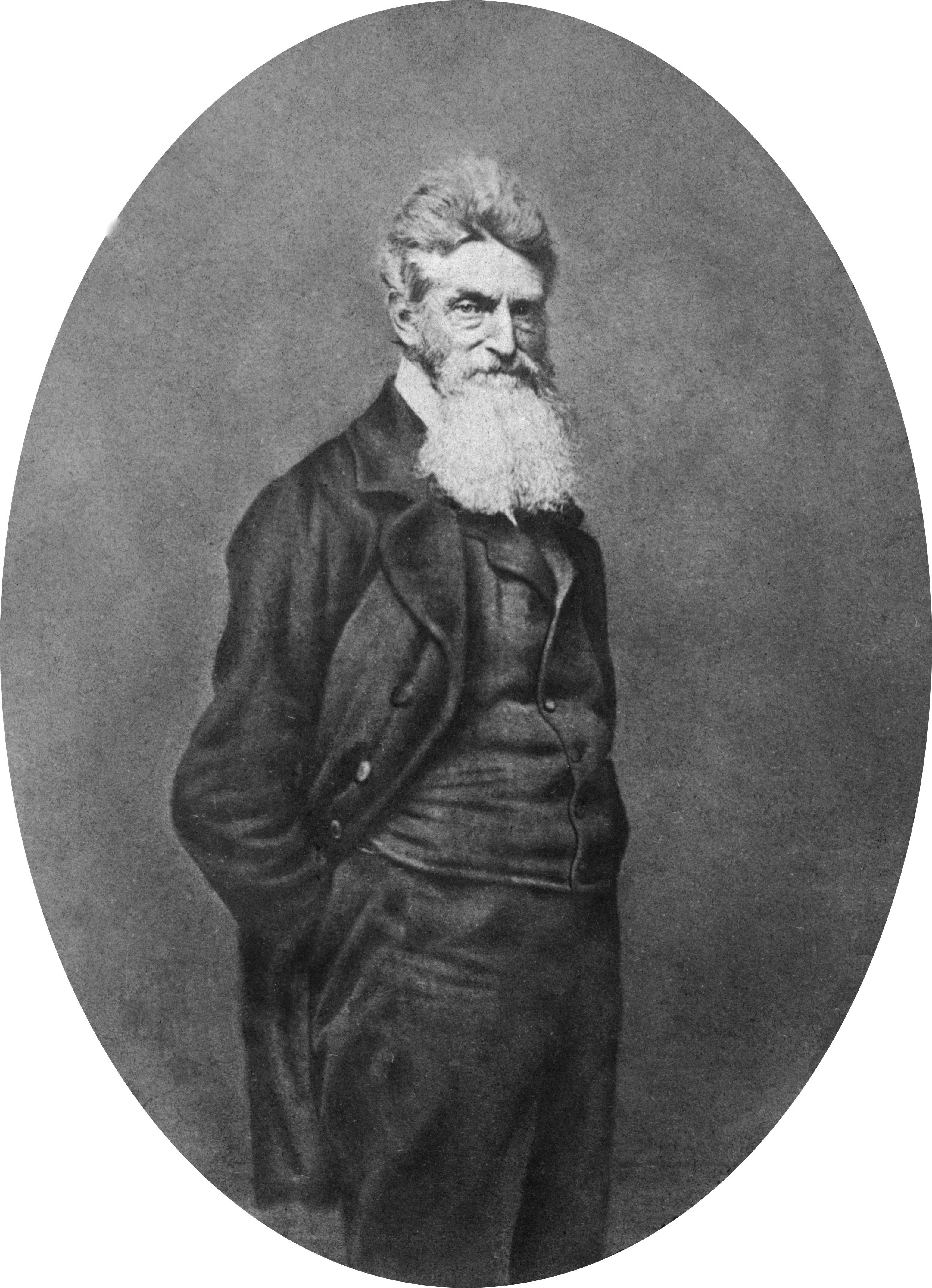
Der „Meteor des Krieges“: John Brown im Jahr 1859

Weiter vertieft wurden die Gegensätze zwischen Nord und Süd 1857 durch das Urteil des Obersten Gerichtshofs im Fall Dred Scott v. Sandford. In der Urteilsbegründung stellte Chief Justice Roger B. Taney fest, dass Afroamerikanern grundsätzlich keine Bürgerrechte in den USA zustünden. Auch Sklaven, die in den freien Staaten und Territorien des Nordens lebten, würden dadurch nicht frei. Das Gericht stärkte damit die Rechte der Sklavenhalter auf ihr „Eigentum“, indem es das Recht des Kongresses bestritt, die Sklaverei in irgendeinem Staat oder Territorium zu verbieten. Sowohl mit dem Kansas-Nebraska-Gesetz als auch mit dem Urteil zu Ungunsten des Sklaven Dred Scott wurde der Missouri-Kompromiss faktisch aufgehoben. Dies löste im Norden eine Welle der Empörung aus.
Eine letzte, entscheidende Verschärfung erfuhr der Konflikt am 16. Oktober 1859 durch den Überfall auf Harpers Ferry. Eine Gruppe militanter Abolitionisten unter Führung von John Brown versuchte, ein Waffenarsenal zu überfallen, um Sklaven auszurüsten und einen Aufstand im Süden zu initiieren. Der schlecht geplante Aufstand scheiterte von Beginn an. Browns Truppe wurde von virginischen Milizsoldaten, die der spätere Konföderiertengeneral Robert E. Lee anführte, aufgerieben und er selbst noch im Dezember desselben Jahres hingerichtet. Im Süden als Terrorist verschrien, im Norden von vielen als Märtyrer und Freiheitsheld verehrt, galt Brown nach einem Vers von Herman Melville als „Meteor des Krieges“, der nur 18 Monate nach der Aktion von Harpers Ferry  ausbrach. Eine ihrer ungewollten Folgen war, dass Virginia seine Miliztruppe zu einer professionellen Armee ausbaute und dass die Präsidentschaftswahl von 1860 ganz im Zeichen der Sklavenfrage stand. Ein Kompromiss zwischen Gegnern und Befürwortern der Sklaverei schien kaum noch möglich. Gemäßigte und radikale Sklavereigegner schlossen sich enger zusammen, während die Demokratische Partei zerbrach, wie zuvor schon die der Whigs.

#### Lincoln als gemäßigter Gegner der Sklaverei
Lincolns Partei hatte bereits nach dem Kompromiss von 1850 erste Zerfallserscheinungen gezeigt. Vollends brach sie wegen des Streits um den Kansas-Nebraska-Act von 1854 auseinander. In diesem Jahr schlossen sich die meisten Whigs mit gemäßigten Sklavereigegnern aus den Reihen der Demokraten zur Republikanischen Partei zusammen. Verstärkt wurden sie durch Abolitionisten und Free Soiler. Sie alle sahen in den sklavereifreundlichen Regierungen der 1850er Jahre bereits die Verwirklichung der so genannten slave power, einer von ihnen befürchteten Tyrannei der Sklavenhalter-Aristokratie, über die gesamten Vereinigten Staaten. Mit der Verabschiedung des Kansas-Nebraska Acts schienen slave power bzw. slavocracy endgültig in die Offensive zu gehen. Dies bewog Abraham Lincoln, in die Politik zurückzukehren. Am 22. Februar 1856 gründeten er und 24 weitere Gegner des Kansas-Nebraska-Gesetzes auch in Illinois einen Ableger der Republikanischen Partei.
Zu dieser Zeit war er kein bedingungsloser Gegner der Sklaverei. Er verabscheute sie zwar moralisch, vertrat gegenüber den Südstaaten damals aber einen streng am geltenden Recht und Gesetz orientierten Standpunkt. So war er der Ansicht, dass die Gründerväter der Vereinigten Staaten die Sklaverei grundsätzlich als Übel angesehen, sie aber aus pragmatischen Gründen weiterhin in jenen Staaten geduldet hätten, in denen sie zur Zeit der Unabhängigkeitserklärung von 1776 und zum Zeitpunkt der Verabschiedung der US-Verfassung von 1787 bereits bestand. Eine Ausdehnung der Sklaverei auf weitere Staaten und Territorien widerspreche aber dem Geist der Verfassung und den freiheitlichen Prinzipien der Amerikanischen Revolution. Bei einer Rede in Springfield sprach er sich im Oktober 1854 dafür aus, mit den Abolitionisten zusammenzuarbeiten, wenn es um die Wiederherstellung des Missouri-Kompromisses ging, aber sich gegen sie zu stellen, wenn sie den Fugitive Slave Act abschaffen wollten. Er nahm damit eine Haltung zwischen radikalen Abolitionisten und Free Soilern ein, was ihn für breite Wählergruppen interessant machte.
Im Jahr 1855 scheiterte sein erster Versuch, einen Sitz im Senat zu erlangen. Drei Jahre später unternahm er einen zweiten Anlauf. Sein Gegenkandidat war Senator Stephen A. Douglas, der Führer der Demokraten auf Unionsebene. Zum Auftakt des Wahlkampfs brachte Lincoln in einer berühmt gewordenen House-Divided-Rede, die er am 16. Juni 1858 im Staatsparlament von Illinois hielt, die Sklavenfrage und ihre Auswirkungen auf die amerikanische Politik auf den Punkt:

„Jedes Haus, das in sich uneins ist, wird nicht bestehen. Ich glaube, dass diese Regierung auf Dauer nicht überleben kann, indem sie halb für die Sklaverei ist und halb für die Freiheit. Ich erwarte nicht, dass die Union aufgelöst wird; ich erwarte nicht, dass das Haus einstürzt; aber ich erwarte, dass es aufhören wird, geteilt zu sein. Es wird entweder ganz das eine oder ganz das andere sein.“

In derselben Rede verdächtigte Lincoln seinen Gegner Douglas, den obersten Bundesrichter Taney, Präsident James Buchanan und dessen Vorgänger Franklin Pierce, Teil einer Verschwörung zu sein, deren Ziel es sei, die Sklaverei auch in den bislang freien Bundesstaaten einzuführen. Einen Beleg für diesen Verdacht, den viele Nordstaatler teilten, gab es nicht. Aber indem Lincoln ihn in der Rede öffentlich geäußert und dabei festgestellt hatte, dass es keinen Kompromiss zwischen Sklaverei und Freiheit geben könne, erregte er landesweites Aufsehen als einer der entschiedensten Gegner der Sklaverei in den Reihen der Republikaner.
Douglas, der als großer Redner bekannt war, erklärte sich mit einer Serie von sieben öffentlichen Rededuellen einverstanden, die er und Lincoln zwischen Juli und Oktober 1858 in verschiedenen Städten von Illinois austrugen. Die Lincoln-Douglas-Debatten sollten Geschichte machten, denn wegen ihrer grundsätzlichen Bedeutung und der rhetorischen Fähigkeiten der Kontrahenten wurden Mitschriften davon überall in den USA abgedruckt. Bei der Debatte, die am 27. August 1858 in Freeport im Norden von Illinois stattfand, gelang es Lincoln, seinen Gegner in eine Zwickmühle zu bringen. Douglas war der Initiator des Kansas-Nebraska-Acts gewesen, der dem Kongress in letzter Konsequenz das Recht absprach, die Sklaverei in einem US-Territorium zu verbieten. Lincoln fragte ihn daher, ob es zumindest der Bevölkerung eines Territoriums selbst auf gesetzlichem Wege möglich sei, die Sklaverei von dessen Gebiet auszuschließen, bevor es sich als Bundesstaat konstituiert habe. Antwortete Douglas darauf mit Nein, verärgerte er die in Illinois wichtige Wählergruppe der Free Soiler. Antwortete er mit Ja, würde er für die Südstaatler unwählbar. Douglas entschied sich für ein Ja, um die unmittelbar anstehende Wahl zu gewinnen, legte damit aber zugleich den entscheidenden Stolperstein, an dem seine Präsidentschaftskandidatur zwei Jahre später scheitern sollte.
Im weiteren Verlauf des Senatswahlkampfs von 1858 passte auch Lincoln sein Auftreten den Ansichten des jeweiligen Publikums an. So betonte er im Norden von Illinois, in Chicago, dass alle Menschen gleich erschaffen seien, und wandte sich gegen Vorstellungen von ungleichen Rassen. Im Süden des Staates, in Charleston, erklärte er hingegen, dass er noch nie befürwortet habe, den Schwarzen die gleichen sozialen und politischen Rechte wie den Weißen zuzugestehen. Den reinen Abolitionismus befürwortete er nicht, zumal er die Abolitionisten für zu wenig kompromissbereit hielt. Zudem hätte eine solche Haltung damals politischen Selbstmord bedeutet.
Am Ende erhielt Lincoln zwar 4.000 Stimmen mehr als Douglas, verlor die Senatswahl aber erneut. Nicht zuletzt durch die Rededuelle hatte er sich aber nun als gemäßigter Gegner der Sklaverei im ganzen Land einen Namen gemacht und galt als möglicher Kandidat der Republikaner für die nächsten Präsidentschaftswahlen.

#### Präsidentschaftswahl von 1860

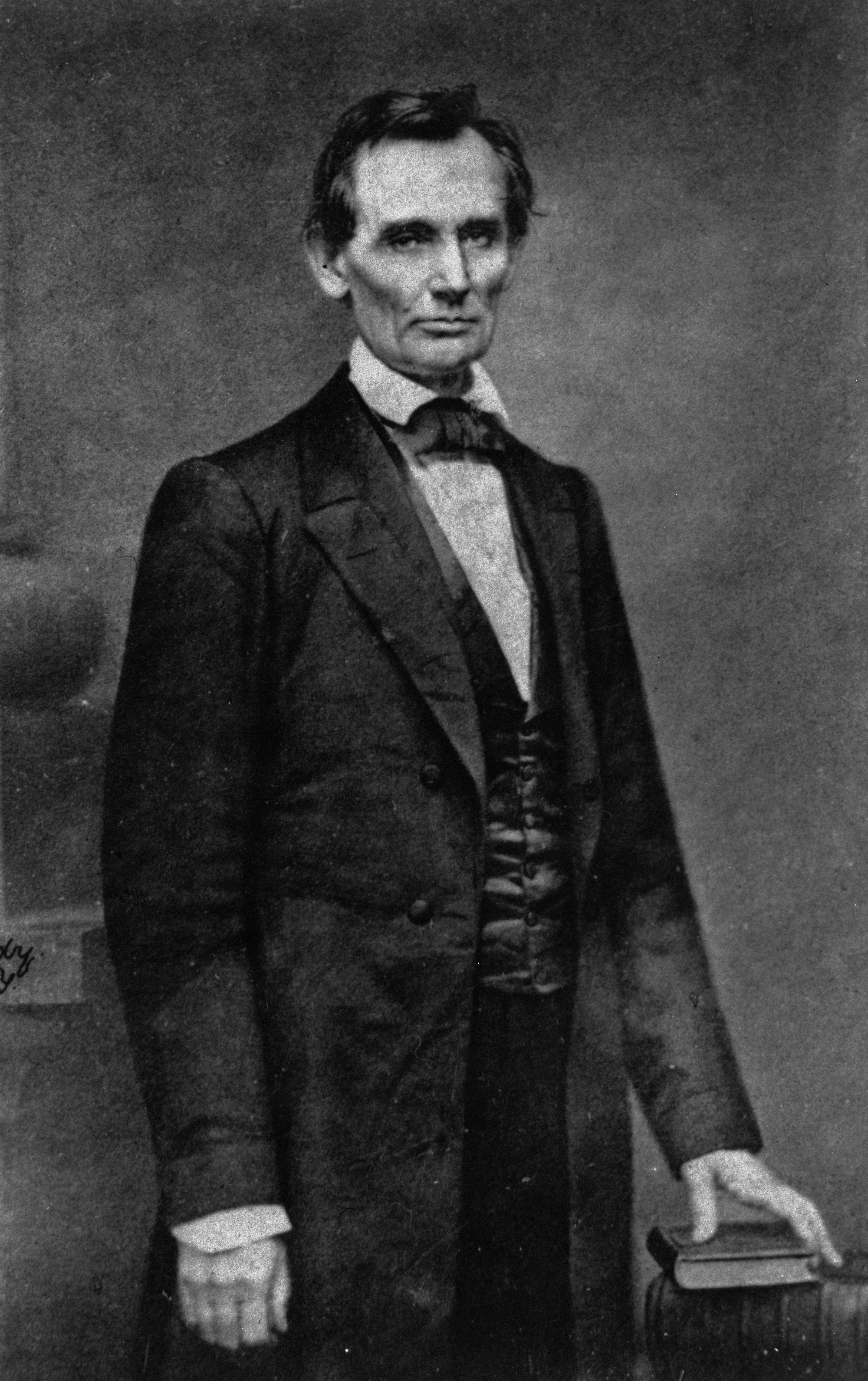
Mathew B. Brady: Abraham Lincoln. Die Aufnahme entstand am 27. Februar 1860, kurz vor seiner Rede vor der Cooper Union.

Lincoln hatte bis 1860 nie ein hohes Staatsamt bekleidet. Seine Erfahrungen in der Bundeshauptstadt hatte er in den wenigen Jahren als Kongressabgeordneter gemacht. Er unternahm 1859 Vortragsreisen durch die Nordstaaten, um sich der Bevölkerung und seinen Parteifreunden vorzustellen und weiter für seinen gemäßigten Standpunkt zu werben. Zu seiner wachsenden Bekanntheit trugen insbesondere seine Rede vor der Cooper Union am 27. Februar 1860 und das dort von ihm gemachte Foto bei. Trotzdem galt er noch zu Beginn des Nominierungsparteitags der Republikaner, der im Mai 1860 in Chicago stattfand, als Außenseiter im Rennen um die Präsidentschaftskandidatur. Hoher Favorit war der Senator und frühere Gouverneur von New York William H. Seward. Auch Salmon P. Chase aus Ohio und Edward Bates aus Missouri galten als aussichtsreiche Kandidaten.
Auf dem Nominierungsparteitag in Chicago konnte Lincoln sich uneingeschränkt nur auf die Delegation seines Heimatstaats Illinois verlassen. Deren Mitglieder überzeugten aber zahlreiche Delegierte anderer Staaten davon, für Lincoln als Kompromisskandidaten zu stimmen, falls sich ihr erster Favorit nicht durchsetzen ließe. Da sich die Vertreter der als radikal geltenden Sklavereigegner Seward und Chase und die eher konservativen Gruppierungen um Bates bei den Abstimmungen gegenseitig blockierten, bestimmten die Republikaner am 18. Mai 1860 schließlich Abraham Lincoln zu ihrem Spitzenkandidaten für den Kampf ums Weiße Haus. Lincoln nahm seine Gegner später alle in sein Kabinett auf. Damit zwang er die Führer der innerparteilichen Gruppierungen, zusammen statt gegeneinander zu arbeiten.
Während des Wahlkampfs kam Lincoln seine große rhetorische Begabung zustatten. Er galt als einer der größten Redner seiner Zeit und viele der von ihm geprägten Aussprüche und Aphorismen gehören in den USA bis heute zum allgemeinen Bildungsgut. Er konnte komplizierte Fragen mit einfachen Worten 'auf den Punkt bringen'. Sätze wie „Nichts ist geregelt, was nicht gerecht geregelt ist“, „Die Wahlversprechen von heute sind die Steuern von morgen“ oder „Wer anderen die Freiheit verweigert, verdient sie nicht für sich selbst“ überzeugten viele Wähler. Das Wahlkampflied, das sein Programm prägnant zusammenfasste, war der noch heute populäre Song Lincoln and Liberty.
Die Präsidentschaftswahl fand am 6. November 1860 statt. Eine Grundlage für seinen Sieg hatte Lincoln schon zwei Jahre zuvor in den Debatten mit Stephen A. Douglas gelegt. Er hatte damals seinen Gegner, der die Präsidentschaftskandidatur der Demokraten anstrebte, zu Äußerungen über die Sklaverei gedrängt, die ihn für die Demokraten des Südens unwählbar machten. Wie die Whigs sechs Jahre zuvor, so hatte sich nun auch die Demokratische Partei gespalten.

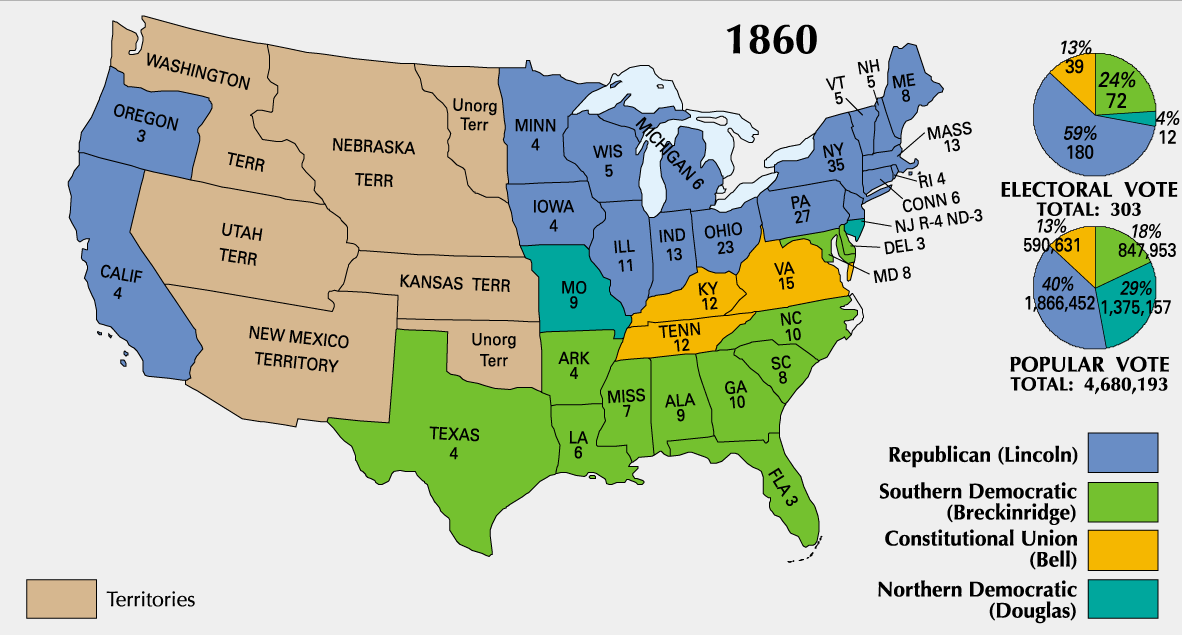
Ergebnis der Wahl von 1860

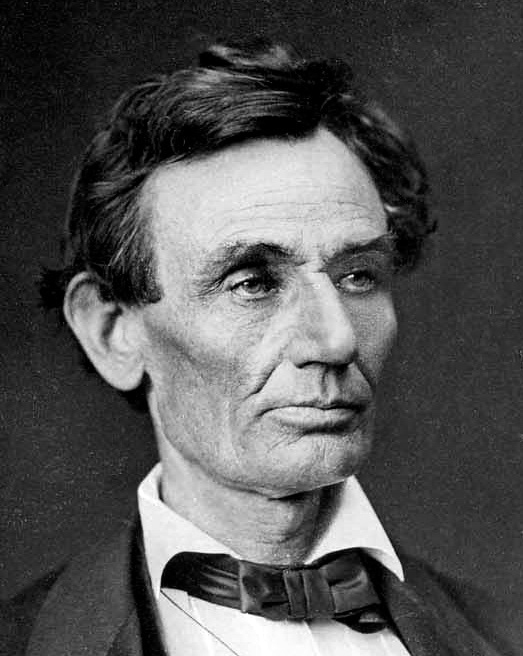
Abraham Lincoln, Republikaner
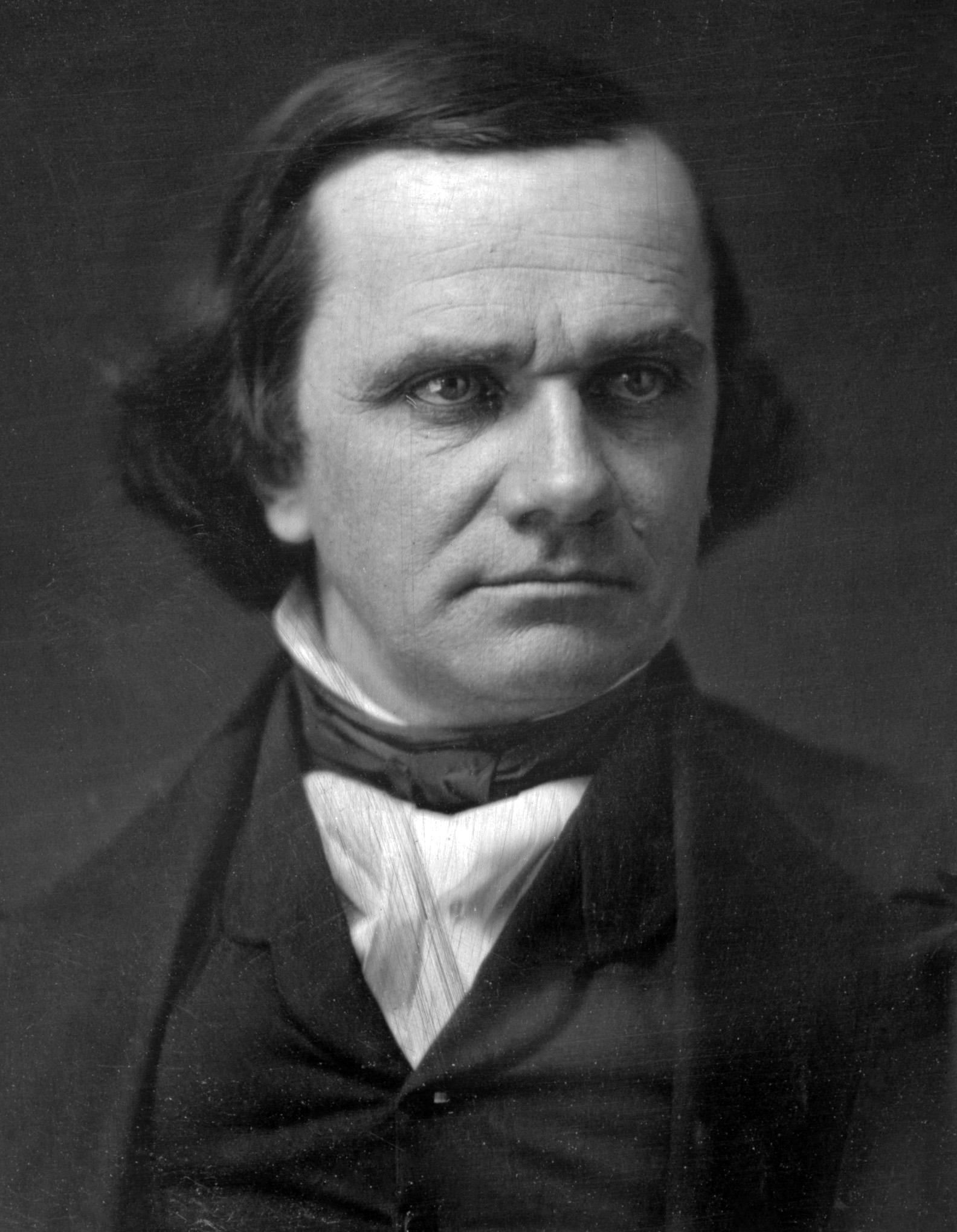
Stephen A. Douglas, Nord-Demokraten
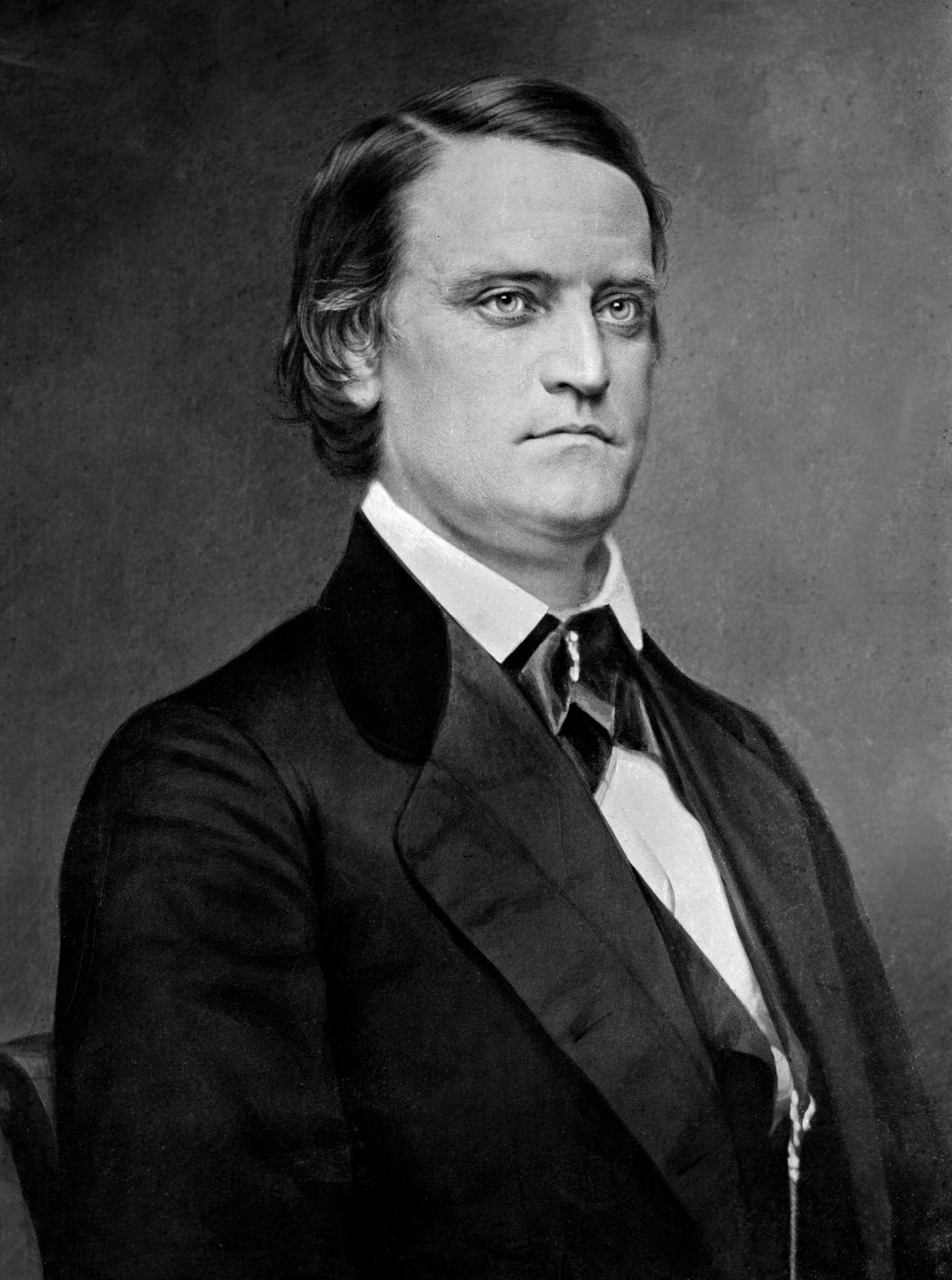
John C. Breckinridge, Süd-Demokraten
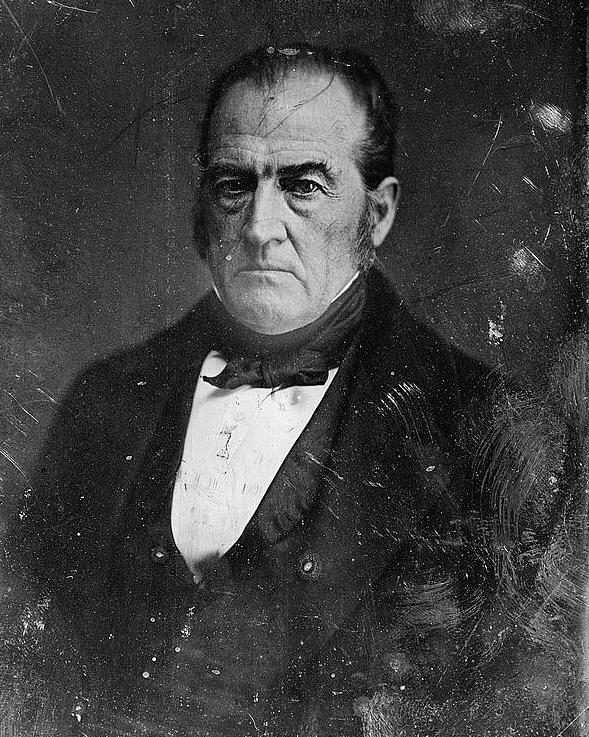
John Bell, Constitutional Union

Die Nord-Demokraten nominierten Douglas, die Süd-Demokraten den eindeutigen Sklavereibefürworter John C. Breckinridge aus Kentucky, zu diesem Zeitpunkt noch amtierender Vizepräsident. Beide zusammen gewannen 2,2 Millionen Wähler, John Bell aus Tennessee, der für die von den Whigs abgespaltene Constitutional Union Party antrat, weitere 0,6 Millionen; Lincoln aber wurde mit fast 1,9 Millionen Stimmen der stärkste Einzelkandidat. Er siegte in keinem einzigen der Wahlbezirke des Südens – in den meisten stand er nicht einmal auf dem Stimmzettel –, erhielt aber fast alle Wahlmännerstimmen des Nordens (180) und damit eine klare Mehrheit: Mit 40 % der Wählerstimmen gewannen er und sein Vizepräsidentschaftskandidat Hannibal Hamlin 59 % aller Wahlmänner. Am 6. November 1860 wurde Abraham Lincoln gewählt; am 4. März 1861 sollte er den Amtseid ablegen. In diesen vier Monaten wurden Tatsachen geschaffen, die Lincolns gesamte Regierungszeit bestimmten.

### Lincoln als Präsident

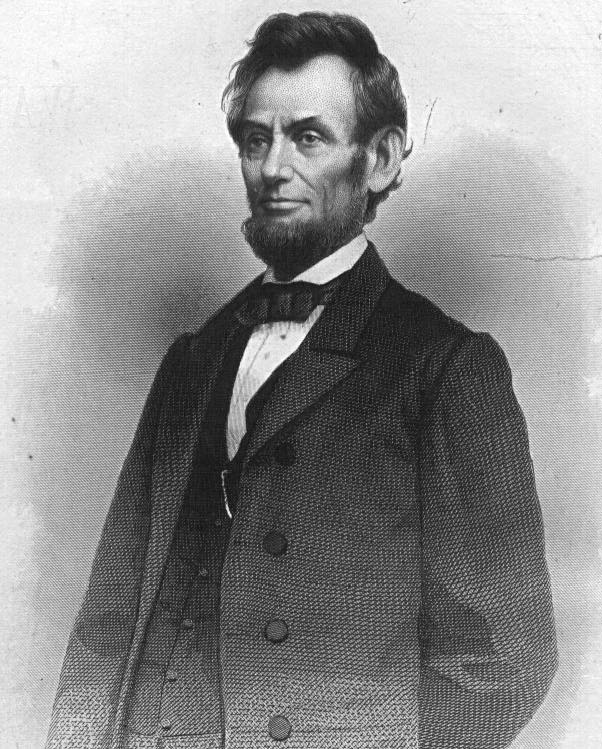
Abraham Lincoln (1865)

Während seiner gesamten Amtszeit als US-Präsident sah sich Abraham Lincoln gezwungen, einen Bürgerkrieg zur Wiederherstellung der Union zu führen. Dabei stand er im Wesentlichen vor vier großen Aufgaben: Er musste den Krieg militärisch gewinnen, bei der Bevölkerung des Nordens die Kampfbereitschaft aufrechterhalten, die Einmischung europäischer Mächte zugunsten der Konföderierten verhindern und schließlich die Abschaffung der Sklaverei betreiben, um die Ursache des Konflikts ein für alle Mal zu beseitigen.

#### Amtsantritt und Kriegsbeginn
Die Wahl Abraham Lincolns war nicht die Ursache, aber der Anlass der Sezession. Die Idee, sich von der Union zu lösen, war erstmals während der so genannten Nullifikationskrise von 1832/33 in South Carolina aufgetaucht. Befürworter dieser Idee wie John C. Calhoun fanden bis in die 1850er Jahre aber nur vereinzelt Zustimmung. In den 1850er Jahren gewannen die Befürworter einer Sezession immer mehr Zulauf, insbesondere nach John Browns Überfall auf Harpers Ferry Ende 1859. Die im Norden geübte Kritik an der Sklaverei wurde von vielen tonangebenden Südstaatlern als Bedrohung der eigenen Lebensart und Kultur betrachtet und jeder Versuch, sie zu beschränken, als Eingriff in die Rechte der Einzelstaaten und in das Eigentumsrecht ihrer Bürger. Die Verfechter der Sezession machten keinen Unterschied zwischen der kompromissbereiten Haltung Lincolns und den Zielen der Abolitionisten.
Die Aussicht, Lincoln ins Weiße Haus einziehen zu sehen, gab den Extremisten im Süden den letzten entscheidenden Auftrieb. Noch bevor der neue US-Präsident sein Amt antreten konnte, gab South Carolina am 20. Dezember 1860 als erster Staat seinen Austritt aus der Union bekannt. Innerhalb weniger Wochen folgten alle Staaten des tiefen Südens: Mississippi, Florida, Alabama, Georgia, Louisiana und am 2. März 1861 Texas. In Montgomery, der Hauptstadt Alabamas, hatte sich am 4. Februar 1861 ein Provisorischer Kongress aus Vertretern der bis dahin ausgetretenen Staaten konstituiert. Dieser wählte am 9. Februar 1861 den Senator von Mississippi und früheren Kriegsminister Jefferson Davis, der wie Lincoln aus Kentucky stammte, zum provisorischen Präsidenten der Konföderierten Staaten von Amerika. Der scheidende US-Präsident James Buchanan bestritt den Einzelstaaten das Recht, die Union zu verlassen; er tat in seinen letzten Wochen im Amt aber nichts, um die Sezession zu verhindern.

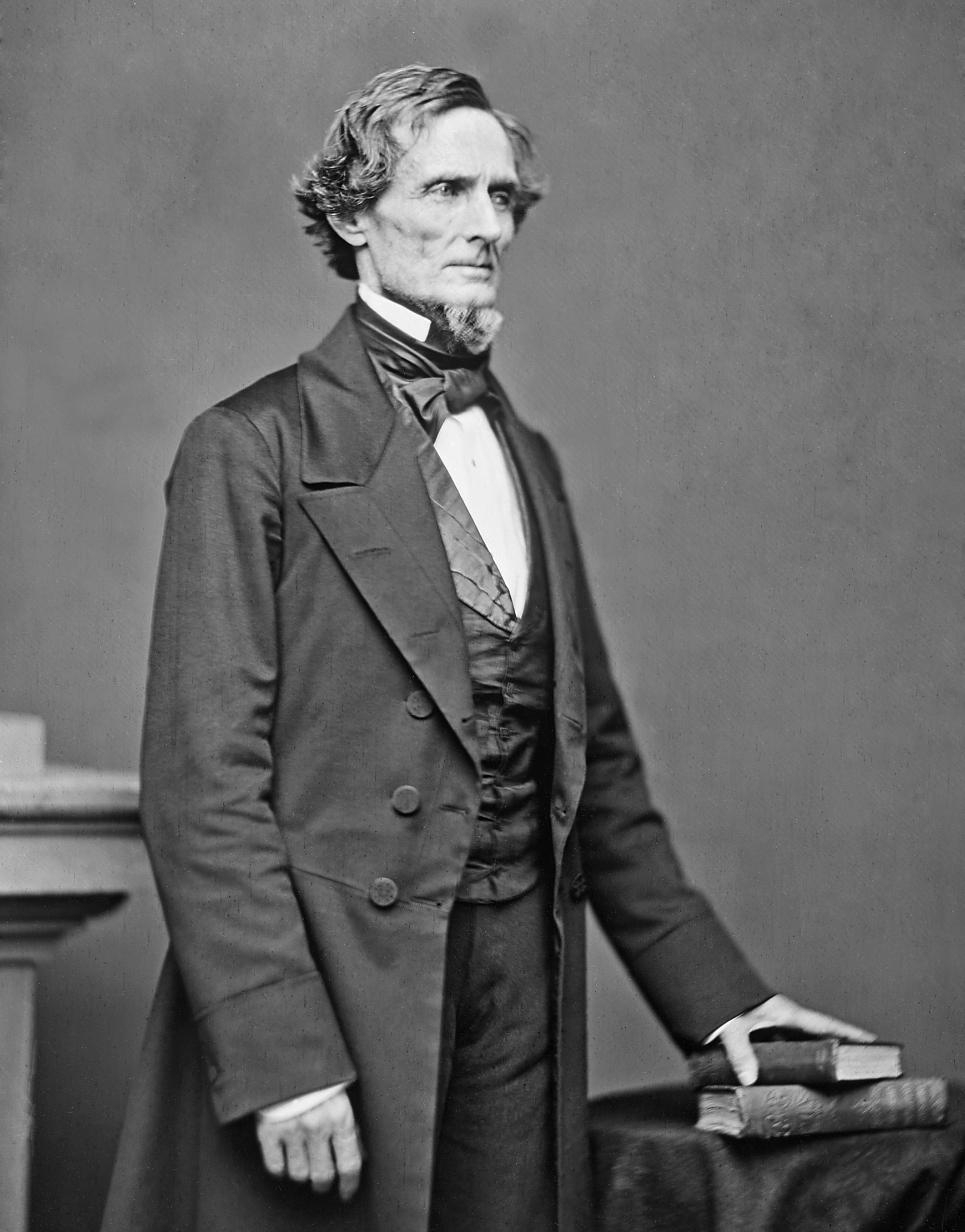
Lincolns Gegenspieler Jefferson Davis, Präsident der Konföderierten Staaten von Amerika

In der Rede zu seiner Amtseinführung am 4. März 1861 schlug Lincoln gegenüber dem Süden versöhnliche Töne an. Er versprach, nicht als erster zu Gewaltmaßnahmen zu greifen, machte aber zugleich deutlich, dass sein Amtseid ihn verpflichte, einer Spaltung der Union auf jeden Fall entgegenzutreten:

„In euren Händen, meine unzufriedenen Landsleute, nicht in den meinen, liegt die folgenschwere Entscheidung über einen Bürgerkrieg. Die Regierung wird euch nicht angreifen. Ihr könnt keinen Konflikt haben, ohne selbst die Angreifer zu sein.“

Alle Hoffnungen auf eine Verhandlungslösung zerschlugen sich am 12. April 1861. An diesem Tag begannen konföderierte Truppen mit der Beschießung des von unionstreuen Einheiten gehaltenen Forts Sumter, das in der Hafeneinfahrt von Charleston lag, der ehemaligen Hauptstadt von South Carolina. Der Süden, der die Garnison von Fort Sumter als Besatzungstruppe betrachtete, hatte also trotz des angebotenen Gewaltverzichts zu den Waffen gegriffen – und obwohl Lincolns Regierung bis dahin keine Verfassung irgendeines Einzelstaats verletzt hatte und dies erklärtermaßen auch nicht plante. Dieser Umstand und der erzwungene Abzug der Garnison von Fort Sumter am 14. April erzeugten nun auch im Norden eine Kriegsstimmung. Die Öffentlichkeit verlangte energische Schritte gegen die Rebellen. Wie es so weit kommen konnte, erklärte Lincoln vier Jahre später in der Rede zu seiner zweiten Amtseinführung so:

„Beide Parteien missbilligten den Krieg, aber eine von ihnen war eher bereit, Krieg zu führen, als die Nation überleben zu lassen, und die andere war eher bereit, den Krieg zu akzeptieren, als die Nation untergehen zu lassen. Und der Krieg kam.“

Der Beginn der Kampfhandlungen bewog Virginia und drei weitere Staaten des oberen Südens – North Carolina, Tennessee und Arkansas – die Union nun ebenfalls zu verlassen. Die Konföderierten verlegten daraufhin ihre Hauptstadt nach Richmond, Virginia. Von diesem Staat wiederum trennten sich die westlichen Landesteile ab, die in der Union bleiben wollten. Sie bildeten später den neuen Bundesstaat West Virginia. Um die Hauptstadt Washington halten zu können, war es für den Norden von entscheidender Bedeutung, die sklavenhaltenden Grenzstaaten Delaware, Maryland, Kentucky und Missouri zum Verbleib in der Union zu bewegen. Zu diesem Problem ist der Ausspruch Lincolns überliefert: „In diesem Krieg hoffe ich Gott auf meiner Seite zu haben. Kentucky aber muss ich auf meiner Seite haben.“ Alle vier Staaten blieben schließlich loyal – teils freiwillig, teils unter militärischem Druck.

#### Lincolns Politik im Krieg

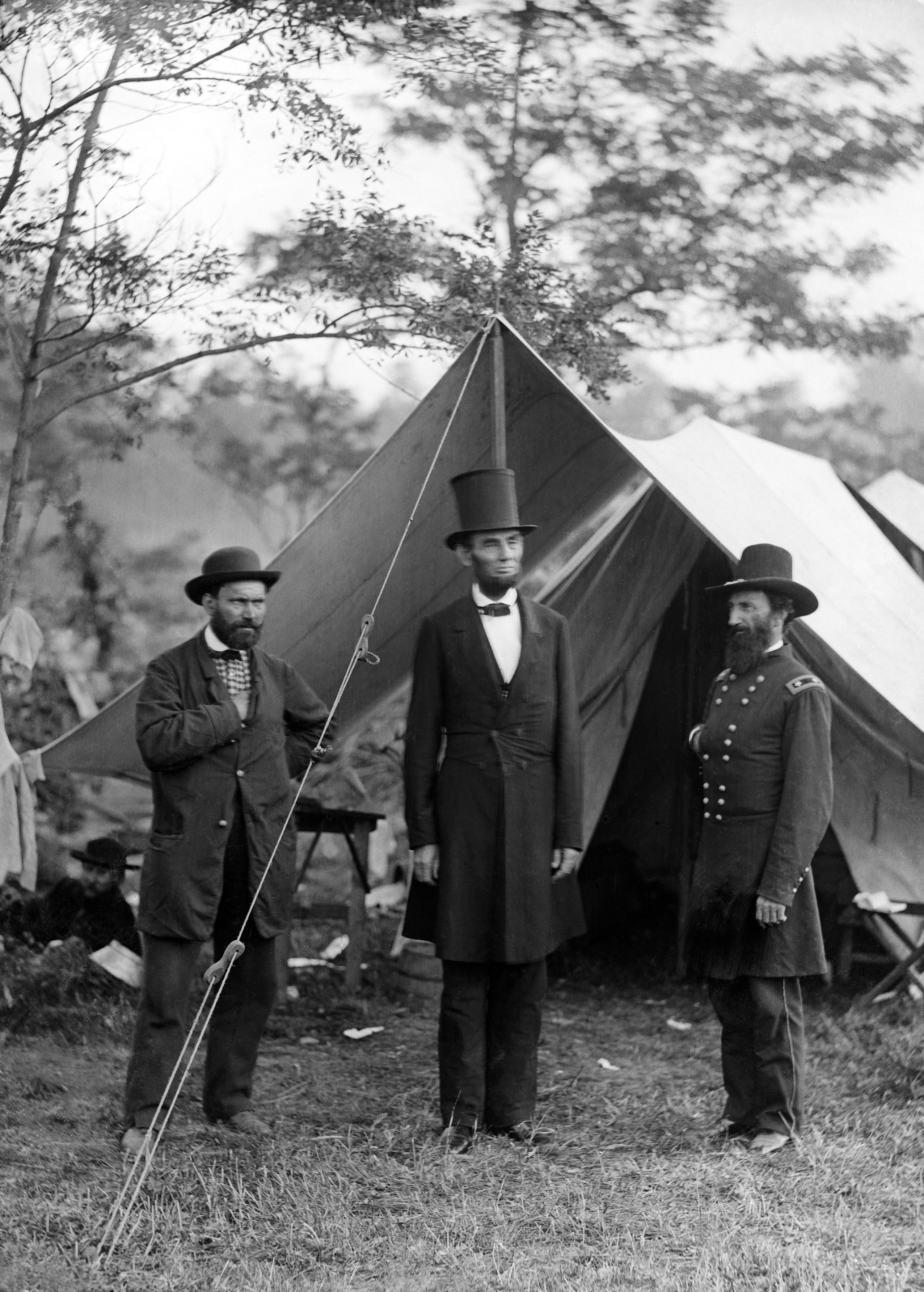
Lincoln mit Allan Pinkerton (links), dem Chef des Sicherheitsdienstes, und General John Alexander McClernand (rechts) bei einem Truppenbesuch kurz nach der Schlacht von Antietam am 17. September 1862

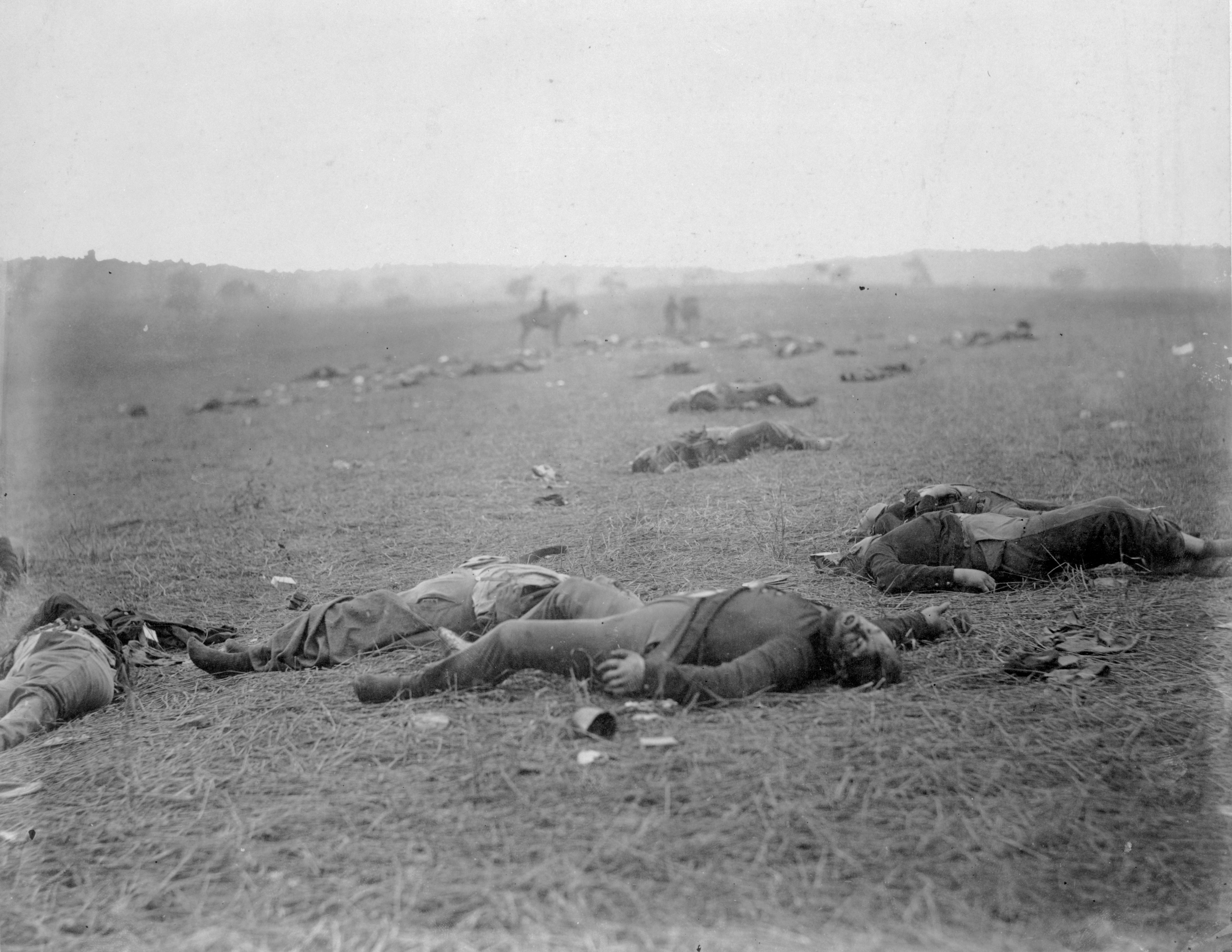
Tote auf dem Schlachtfeld von Gettysburg

Die US-Armee zählte zu Kriegsbeginn nur etwas mehr als 16.000 Soldaten, die zudem überwiegend in den Indianergebieten des Westens stationiert waren. Am 15. April, einen Tag nach dem Fall von Fort Sumter, berief Lincoln daher 75.000 auf 90 Tage verpflichtete Milizsoldaten ein, um der Rebellion, wie die Abspaltung der Südstaaten im Norden genannt wurde, militärisch ein Ende zu bereiten. Als weitere Sofortmaßnahme verfügte er eine Seeblockade aller konföderierten Häfen und vergrößerte die US-Streitkräfte bis zum Frühsommer durch weitere Anwerbungen auf rund 174.000 Soldaten und Matrosen.
Da der Kongress erst im Juli wieder tagen sollte, geschahen diese Truppenaushebungen ohne dessen Ermächtigung. Dasselbe traf auf die Einschränkung einiger Grundrechte, etwa der Pressefreiheit oder des Habeas-Corpus-Gesetzes, zu. So ließ Lincoln Personen, die der Spionage für die Südstaaten verdächtigt wurden, ohne gesetzliche Grundlage verhaften. All dies brachte ihm bei Sympathisanten des Südens den Ruf eines Diktators ein, woran einige von ihnen bis heute festhalten.  Als im Juli 1861 die Vertreter der in der Union verbliebenen Staaten zum Kongress zusammentraten, stimmten sie jedoch allen Notstandsmaßnahmen des Präsidenten nachträglich zu. Aus ihrer Sicht verfuhr Lincoln mit den Unterstützern der Konföderierten nicht anders, als es mit Angehörigen einer fremden, mit den USA im Krieg befindlichen Macht üblich war – und genau dies beanspruchte die Konföderation ja zu sein.
Diese Maßnahmen Lincolns reichten jedoch nicht aus. Die erste Niederlage der Unionstruppen in der Schlacht am Bull Run am 21. Juli 1861 machte deutlich, dass der Konflikt militärisch nicht schnell zu lösen war. Die Union musste sich auf einen langwierigen Eroberungskrieg einstellen. Dies war mit einer kleinen Berufsarmee und einer dreimonatigen Dienstpflicht nicht zu erreichen. Auch die Verlängerung auf neun Monate reichte nicht aus. Schließlich führte Lincolns Regierung erstmals in der Geschichte der Vereinigten Staaten die allgemeine Wehrpflicht ein, eine Maßnahme, die Anfang Juli 1863 zu bürgerkriegsähnlichen Unruhen in New York führte, den sogenannten Einberufungskrawallen. In der Stadt gab es zeitweilig sogar Bestrebungen, sich ebenfalls von der Union loszusagen und einen souveränen Staat zu bilden.
Ein weiteres Problem stellten betrügerische Heereslieferanten dar, die die Unionsarmeen oft mit mangelhaftem oder völlig untauglichem Material belieferten. Daher verabschiedete der Kongress auf Lincolns Initiative am 2. März 1863 den False Claims Act, der bis heute als Lincoln Law bekannt ist. Das Gesetz ermutigte Whistleblower und erwies sich als wirksames Instrument, um Betrug zu Lasten der Allgemeinheit zu unterbinden.
Lincoln, der zwischen seiner Funktion als Kompaniechef im Indianerkrieg und der des Oberbefehlshabers der US-Streitkräfte nie mehr einen soldatischen Rang bekleidet hatte, wurde durch ein autodidaktisches Studium zum Experten für Militärfragen. Der Bürgerkrieg zog sich auch deshalb in die Länge, weil er lange Zeit keinen geeigneten Oberbefehlshaber für die Potomac-Armee fand, die die Hauptlast der Kämpfe im Grenzgebiet von Virginia, zwischen Washington, D.C. und Richmond, zu tragen hatte. General George B. McClellan erwies sich zwar als hervorragender Organisator, aber als zögerlicher Heerführer. Er vergab – etwa im Halbinsel-Feldzug vom Frühjahr 1862 – gleich mehrere Chancen, dem Krieg durch schon greifbare Siege ein frühes Ende zu bereiten. Andere Befehlshaber wie Ambrose Burnside und Joseph Hooker erlitten katastrophale Niederlagen gegen die zahlenmäßig unterlegene Nord-Virginia-Armee des konföderierten Generals Robert E. Lee. Erst mit den Generälen Ulysses S. Grant und William Tecumseh Sherman, die auf dem westlichen Kriegsschauplatz erfolgreich waren, fand er zwei geeignete Oberbefehlshaber. Grant und seinen Truppen gelang es im Norden, Sherman im Westen und Süden, die Konföderierten in langen, blutigen Kämpfen niederzuringen.

#### Kriegsziele und Kriegsgründe

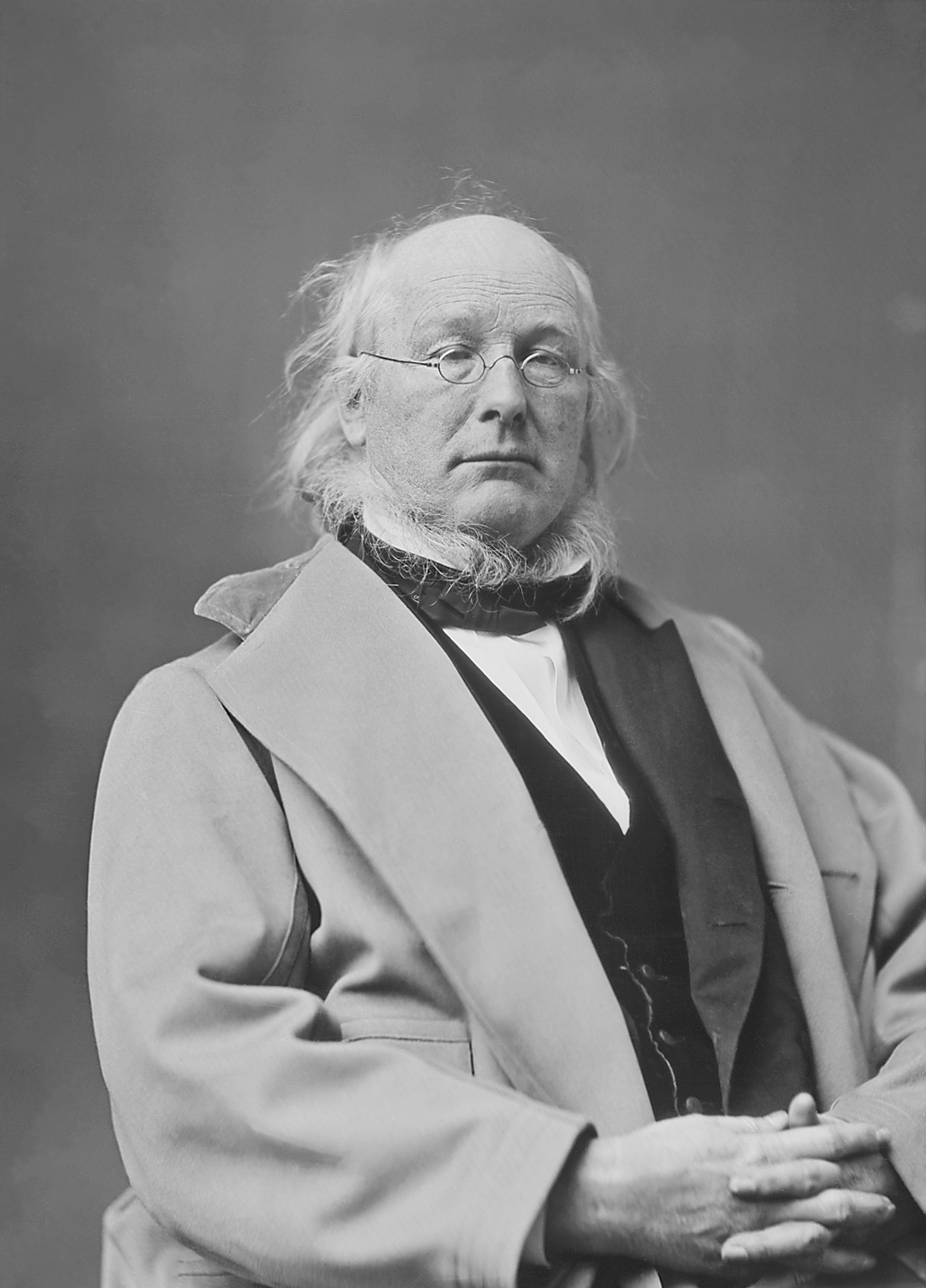
Der Sklaverei-Gegner Horace Greeley übte als Verleger erheblichen Einfluss auf die öffentliche Meinung im Norden aus

Am 22. August 1862 schrieb Lincoln in einem offenen Brief an den bekannten Abolitionisten Horace Greeley, den Herausgeber der New York Tribune:

„Mein oberstes Ziel in diesem Krieg ist es, die Union zu retten; es ist nicht, die Sklaverei zu retten oder zu zerstören. Könnte ich die Union retten, ohne auch nur einen Sklaven zu befreien, so würde ich es tun; könnte ich sie retten, indem ich alle Sklaven befreite, so würde ich es tun; und könnte ich die Union retten, indem ich einige Sklaven befreite und andere nicht, so würde ich auch das tun. Alles, was ich in Bezug auf die Sklaverei und die Schwarzen tue, geschieht, weil ich glaube, dass es hilft, die Union zu retten.“

In der Tat ging es im Bürgerkrieg vordergründig um den nationalen Zusammenhalt der Vereinigten Staaten. Die Frage, an der sich der Kampf entzündet hatte, lautete: Hat ein einzelner Bundesstaat der USA das Recht, jederzeit aus der gemeinsamen Union auszutreten? Die Konföderierten bejahten dies, mit dem Argument, man sei dem Bund schließlich freiwillig beigetreten. Die Abspaltung, die sie vielfach als „Zweite Amerikanische Revolution“ bezeichneten, stand in ihren Augen in der Tradition von 1776. Sie kämpften also nach eigenem Selbstverständnis für die Rechte der Einzelstaaten. Der Norden wies dagegen darauf hin, dass keines der Einzelstaatenrechte bis dahin verletzt worden und dass nach der Unabhängigkeitserklärung von 1776 eine Revolution nur nach fortgesetzten schweren Rechtsverletzungen gerechtfertigt sei.
Den tieferen Grund des Konflikts aber berührte Abraham Lincoln in der Gettysburg Address von 1863. In dieser Rede, seiner berühmtesten, sagte er, der Krieg werde um die Frage geführt, ob ein Staat, der sich auf Demokratie und individuelle Freiheit gründe, überhaupt auf Dauer bestehen könne. Diese Frage stellte sich mit umso größerer Berechtigung in einer Zeit, als eine „Regierung des Volkes, durch das Volk und für das Volk“ – wie Lincoln es in der Rede formulierte – international noch die große Ausnahme darstellte. Lincoln gab damit seiner Überzeugung Ausdruck, dass eine Demokratie zerbrechen müsse, wenn eine Minderheit (wie die Südstaatler) eine demokratische Entscheidung der Mehrheit (wie Lincolns Wahl zum Präsidenten) jederzeit verwerfen oder sogar mit Gewalt beantworten dürfe.
Hinter der Frage der Einzelstaatenrechte stand aber immer unübersehbar die Sklavenfrage. An ihr – und nur an ihr – hatte sich der Streit um diese Rechte überhaupt erst entzündet. Ohne sie hätte sich das Problem der Einzelstaatenrechte nie in dieser Schärfe gestellt. So erwähnt beispielsweise die Erklärung zum Sezessionsbeschluss des Staates Texas vom 2. Februar 1861 den Dissens in der Frage der Sklaverei 21-mal, die Frage der Einzelstaatenrechte aber nur sechsmal. Alexander H. Stephens, der Vizepräsident der Konföderation, erklärte in einer viel beachteten Rede vom 21. März 1861, der Bund der Südstaaten beruhe „… auf der großen Wahrheit, dass der Neger dem weißen Mann nicht gleichgestellt ist; dass sein untergeordnetes Verhältnis als Sklave gegenüber der überlegenen Rasse seine natürliche und normale Stellung ist.“ Lincoln verneinte aus wahltaktischen Gründen lange, dass die Abschaffung der Sklaverei zu seinen Kriegszielen gehörte. Denn zu Beginn des Konfliktes bildeten die Abolitionisten auch im Norden noch immer eine Minderheit und kaum jemand wäre bereit gewesen, für die Befreiung der Sklaven in den Kampf zu ziehen. Doch ebendiese hatte Lincoln bereits in die Wege geleitet, als er den zitierten Brief an Greeley schrieb.

#### Proklamation zur Sklavenbefreiung

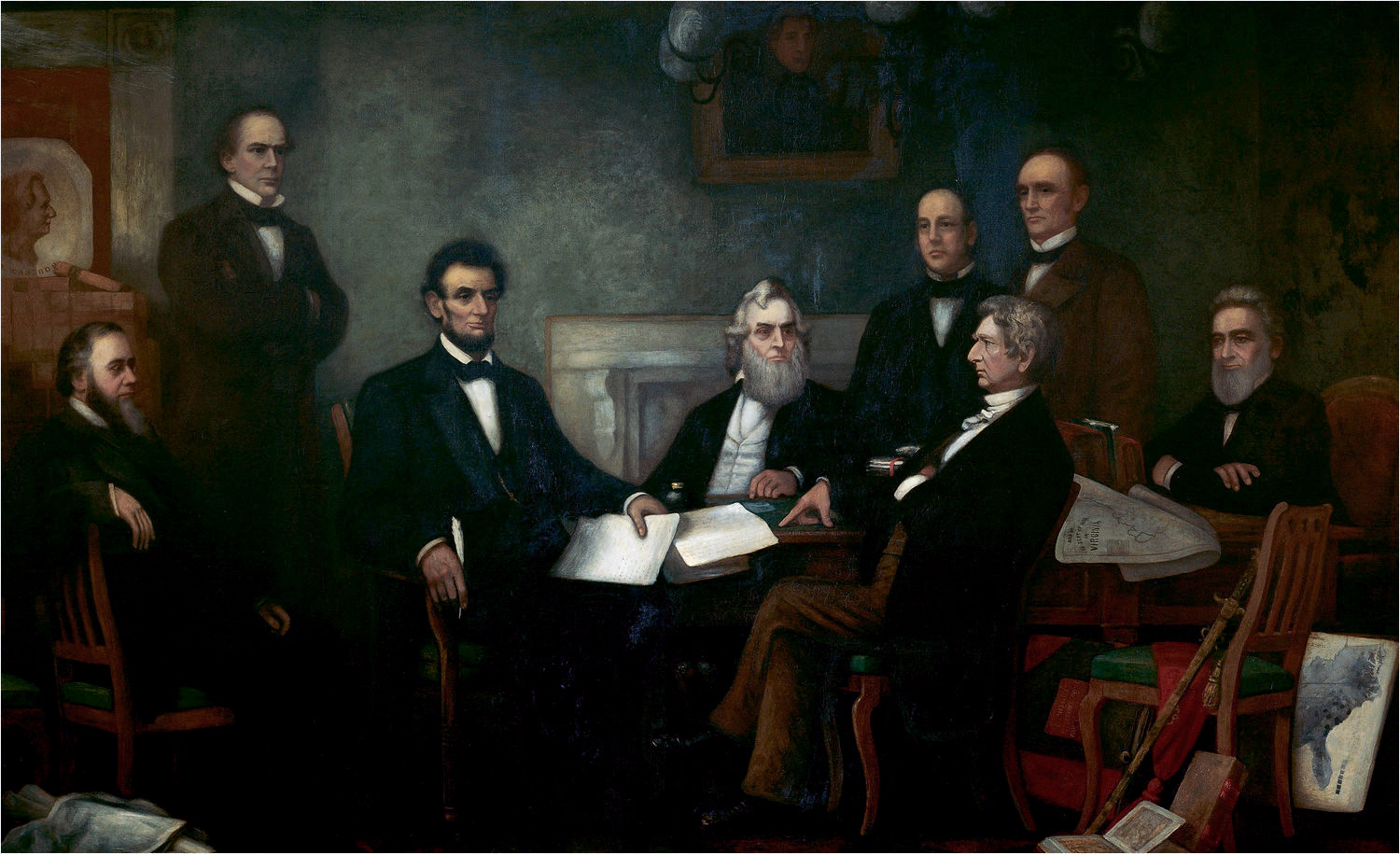
Lincoln mit seinem Kabinett bei der Unterzeichnung der Proklamation zur Sklavenbefreiung

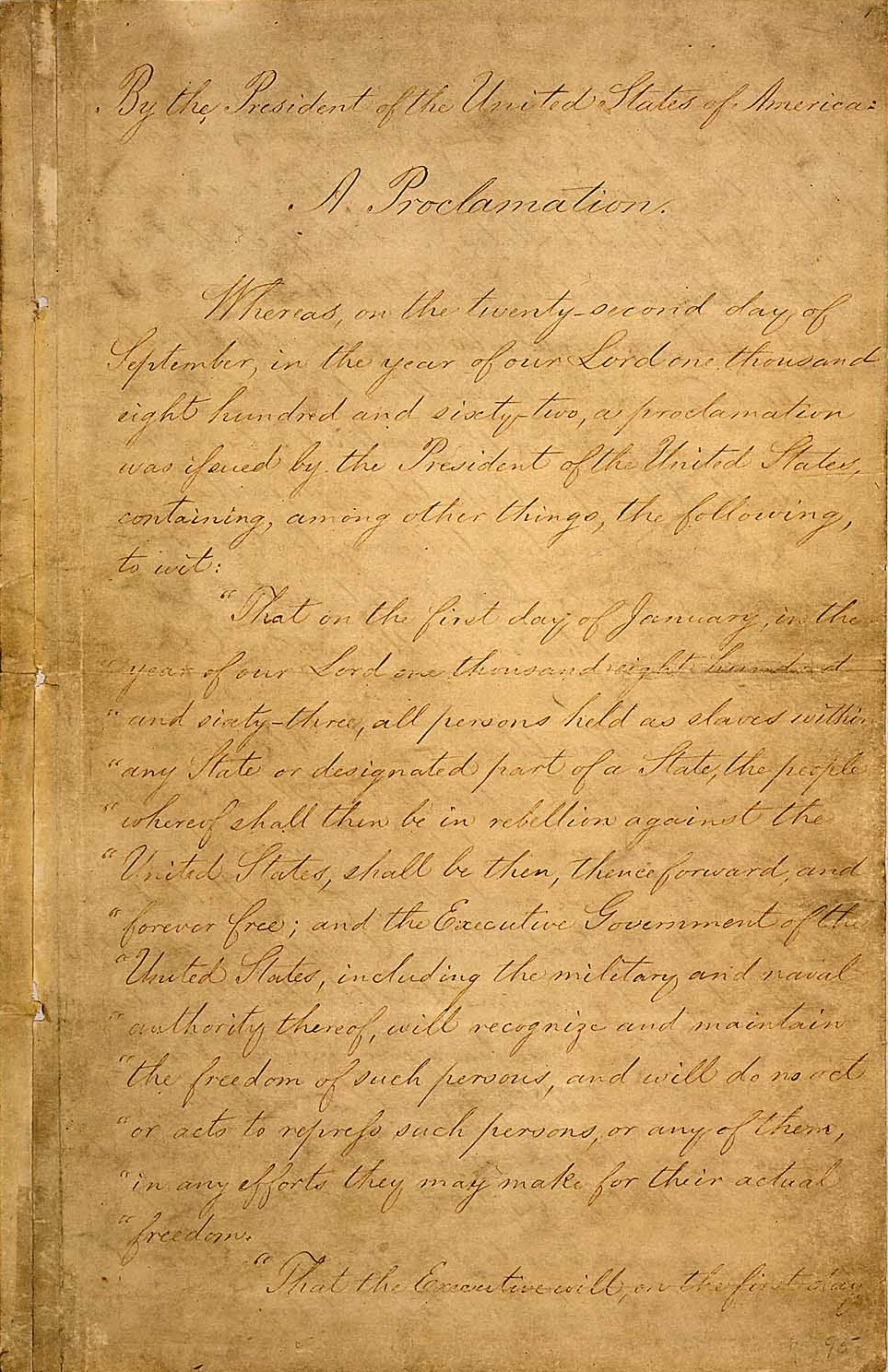
Das Original der Proklamation

Über Lincolns Haltung zur Sklavenbefreiung bemerkte der afroamerikanische Schriftsteller und Abolitionist Frederick Douglass 1876:

„Vom rein abolitionistischen Standpunkt aus betrachtet, war Mr. Lincoln träge, kalt, schwerfällig und indifferent; aber gemessen an der Stimmung seines Landes, einer Stimmung, die er als Staatsmann zu berücksichtigen hatte, war er flink, feurig, radikal und entschlossen.“

In der Tat war Lincoln nie radikaler Abolitionist und wurde es auch im Krieg nicht. In dem berühmten Brief an Greeley unterschied er zwischen seinem persönlichen Wunsch, nach dem alle Menschen frei sein sollten, und seiner Pflicht als Amtsträger, nach Recht und Gesetz zu handeln. Laut Gesetz aber war die Sklaverei im Süden erlaubt. Nach Lincolns Vorstellung sollte sie in einem allmählichen Prozess abgeschafft und die Sklavenhalter für den Verlust ihres „Besitzes“ entschädigt werden. Diesen Standpunkt vertrat er noch bis in die Anfangsphase des Bürgerkriegs hinein. So widerrief er beispielsweise die Anordnungen des Generalmajors John C. Frémont, der die Sklaven von Plantagenbesitzern, die gegen die Union kämpften, für frei erklärt hatte. Auf gar keinen Fall war Lincoln vor 1861 bereit, die Sklavenfrage durch einen Krieg zu entscheiden.
Indem sie aber von sich aus zur Gewalt gegriffen hatten, waren die Südstaaten nach Lincolns Auffassung selbst vom Weg des Rechtes und der Verfassung abgekommen. Je länger der Krieg dauerte, je mehr Opfer er forderte und je mehr Widerhall die Proteste der Abolitionisten fanden, desto stärker wurde Lincolns Überzeugung, dass die Sklaverei als Quelle allen Übels endgültig abgeschafft werden müsse. Dazu kam, dass er die Sklavenbefreiung mehr und mehr als Mittel begriff, den Süden wirtschaftlich und militärisch zu treffen. Kongress und Senat hatten bereits 1861 und 1862 sogenannte Confiscation Acts verabschiedet, durch die unter anderem die Sklaven konföderierter Soldaten für frei erklärt wurden. Dies sollte das Militär der Südstaaten schwächen. Am 22. Juli 1862 informierte Lincoln sein Kabinett über die geplante Proklamation zur Sklavenbefreiung. Da auch sie als Kriegsmaßnahme gedacht war, gab Außenminister Seward zu bedenken, dass die Erklärung nach der Reihe schwerer Niederlagen, die die Union bis dahin erlitten hatte, als Zeichen der Schwäche missdeutet werden könne. Daher gab Lincoln die Proklamation erst im September bekannt, nach dem Unionssieg in der Schlacht am Antietam.
Am 1. Januar 1863 trat die Emanzipationsproklamation schließlich in Kraft. Ihr entscheidender Passus besagte:

„Dass vom 1. Tag des Januar im Jahre des Herrn 1863 an alle Personen, die in einem Staat oder dem bestimmten Teil eines Staates, dessen Bevölkerung sich zu diesem Zeitpunkt in Rebellion gegen die Vereinigten Staaten befindet, als Sklaven gehalten werden, fortan und für immer frei sein sollen.“

Die Proklamation galt also vorerst nur für die Gebiete der Konföderierten, um die loyal gebliebenen Sklavenstaaten nicht zu verprellen. Aber die Befreiung der Sklaven war nun ein offizielles Kriegsziel der Union. Dessen moralisches Gewicht machte es England und Frankreich, die aus wirtschaftlichen und machtpolitischen Gründen die Sache der Konföderation unterstützten, unmöglich, aktiv auf deren Seite in den Krieg einzugreifen. Vollständig abgeschafft wurde die Sklaverei 1865.

#### Indianerpolitik

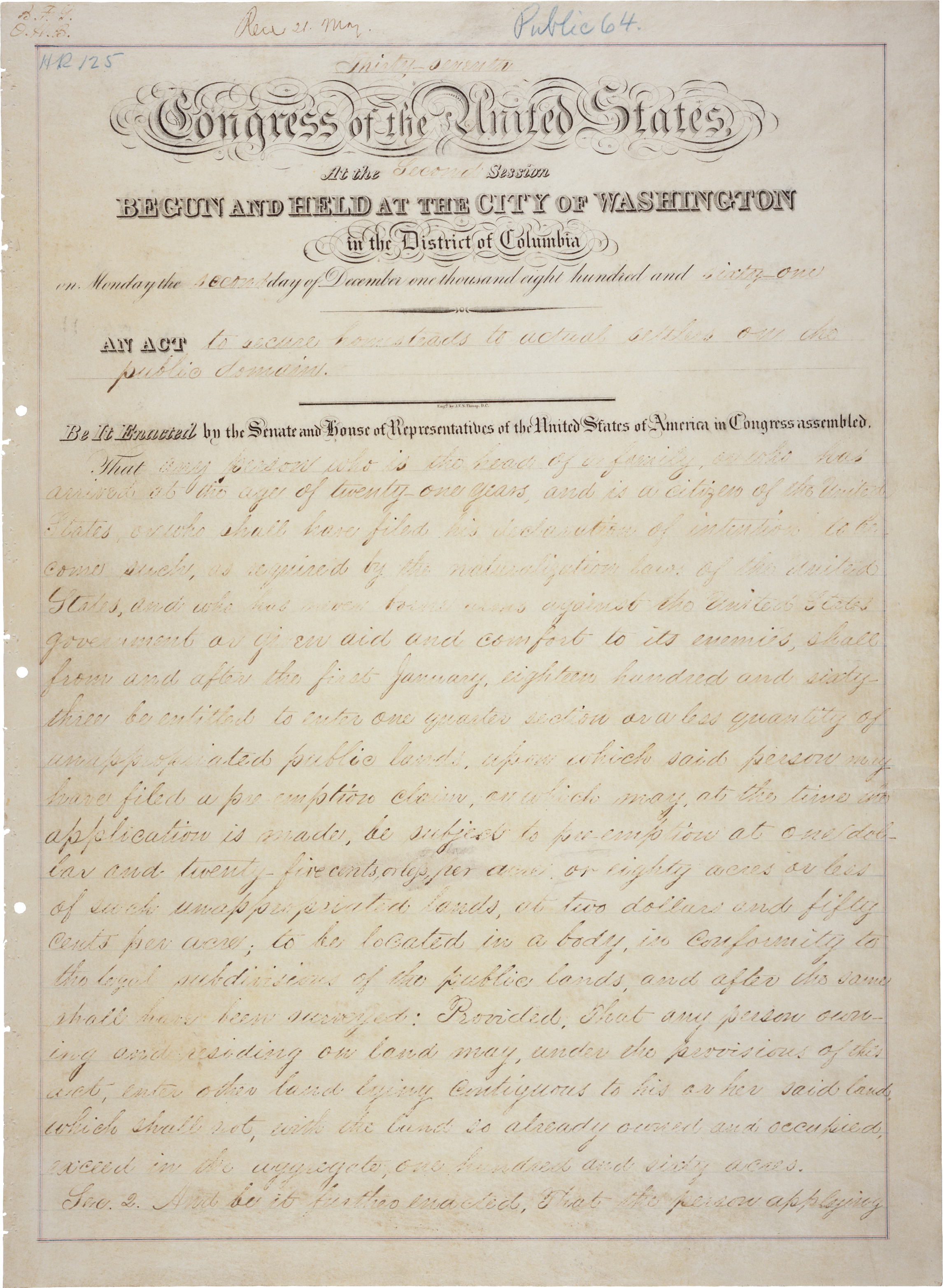
Der Homestead Act

Als Befürworter der Free-Soil-Bewegung unterzeichnete Lincoln 1862 den Homestead Act, der 1863 in Kraft trat. Dieses Gesetz erlaubte es jedem Erwachsenen, sich auf unbesiedeltem Land niederzulassen und sich ein 160 Acre (etwa 64 ha) großes Areal anzueignen. Nach fünfjähriger Bewirtschaftung – oder bei Zahlung von 200 US-Dollar (2025: ca. 5.200 US-Dollar) bereits nach einem halben Jahr – wurde er automatisch zum Eigentümer. Einerseits schuf dieses Gesetz, das bereits bestehende einzelstaatliche Regelungen ergänzte und vereinheitlichte, Rechtssicherheit für die Siedler. Andererseits ermöglichte es die Enteignung der Indianergebiete, indem es unterstellte, diese würden nicht bewirtschaftet. Vor allem nomadisch lebende Gruppen wurden nun verstärkt in Reservate abgedrängt. Das Heimstätten-Gesetz leistete dem Betrug Vorschub und führte zu zahllosen Konflikten zwischen Indianern und Siedlern, in denen die Gerichte meist zugunsten der letzteren entschieden.
Im Sommer 1862, noch vor Inkrafttreten des Homestead Act und dreißig Jahre nach seiner Teilnahme am Krieg gegen die Sauk, sah sich Lincoln erneut einem Konflikt mit Indianern gegenüber. Nachdem vertraglich zugesicherte, staatliche Geldzahlungen an die Santee-Sioux in Minnesota ausgeblieben waren, gingen hungernde Mitglieder des Stammes gewaltsam gegen die örtliche Indianerbehörde und weiße Siedler vor. Kriegsminister Stanton beauftragte im September Generalmajor John Pope mit der Niederschlagung des Sioux-Aufstands. Pope, der für die kurz zuvor erlittene Niederlage der Unionstruppen in der 2. Schlacht am Bull Run verantwortlich gemacht wurde, hatte sich für den Einsatz freiwillig gemeldet, um seiner Absetzung als Befehlshaber der Virginia-Armee zuvorzukommen. In einem Befehl an den Kommandeur der Expedition, Oberst H. H. Sibley, schrieb er: „Es ist meine Absicht, die Sioux vollständig auszurotten. […] Sie müssen behandelt werden wie Wahnsinnige oder wilde Tiere und auf keinen Fall wie Menschen, mit denen man Verträge oder Kompromisse schließen kann.“ Nach der Niederschlagung des Aufstands wurden mehrere Hundert Sioux vor Militärgerichte gestellt und in Verfahren, die im Schnitt 10 bis 15 Minuten dauerten, zum Tode verurteilt. Pope wollte schließlich 303 Verurteilte hinrichten lassen, doch Lincolns Regierung fürchtete den ungünstigen Eindruck einer solchen Massenexekution auf die europäischen Regierungen, deren Einmischung in den Sezessionskrieg sie fürchtete. Andererseits forderten zahlreiche Siedler in Minnesota die Hinrichtung. 200 von ihnen griffen sogar das Gefangenenlager in Mankato an. Dennoch reduzierten Anwälte im Auftrag Lincolns die Zahl der Todesurteile drastisch. So wurden schließlich „nur“ 38 Männer gehängt, einer davon, Chaska, trotz seiner Begnadigung. Dies war die größte Massenhinrichtung in der amerikanischen Geschichte. Im Gegenzug sagte Lincoln, der sich massiven politischen Drucks zu erwehren hatte, die spätere Vertreibung der Indianer aus dem Bundesstaat zu sowie zwei Millionen Dollar (2025: ca. 64.000.000 US-Dollar) Schadensersatz. Lincoln begründete die Hinrichtung damit, dass er nicht durch zu große Gnade einen weiteren Aufstand provozieren, aber auch nicht grausam sein wollte. In Minnesota wurde die hohe Anzahl der Begnadigungen eher schlecht aufgenommen: Bei der Präsidentschaftswahl 1864 gewann Lincoln zwar eine Mehrheit im Staat, doch fiel diese deutlich geringer aus als 1860. Darauf angesprochen, dass eine härtere Gangart dies hätte verhindern können, sagte Lincoln: „Ich konnte es mir nicht erlauben, Männer für Stimmen aufzuhängen.“
In Lincolns Amtszeit fiel auch das Sand-Creek-Massaker im Osten des damaligen Territoriums Colorado. Dabei töteten Soldaten unter dem Kommando von Oberst John Chivington am 29. November 1864 273 friedliche Cheyenne und Arapaho. Wesentlich beigetragen zur indianerfeindlichen Stimmung in dem Territorium hatte dessen Gouverneur John Evans, ein Mitbegründer der Republikanischen Partei und persönlicher Freund Lincolns. Evans, der Chivington für seine Tat ausgezeichnet und die wahren Umstände des Massakers verschleiert hatte, sah sich bald massiver Kritik ausgesetzt. Lincoln, der Evans eingesetzt hatte, stärkte ihm noch bis Anfang 1865 den Rücken, erst sein Nachfolger als Präsident, Andrew Johnson, enthob den Gouverneur im Sommer 1865 seines Amtes.

#### Wiederwahl und Abschaffung der Sklaverei
Die Konföderierten hatten im Sommer und Herbst 1863 bei Gettysburg, Vicksburg und Chattanooga schwere Niederlagen erlitten. Nach diesen Erfolgen der Union war endgültig klar, dass die Konföderierten den Krieg nicht aus eigener Kraft würden gewinnen können. Ihre einzige Chance bestand darin, den Krieg so lange und für den Norden so verlustreich weiterzuführen, dass Abraham Lincoln die Präsidentschaftswahlen von 1864 verlieren und durch einen neuen, verhandlungsbereiten Präsidenten ersetzt würde.

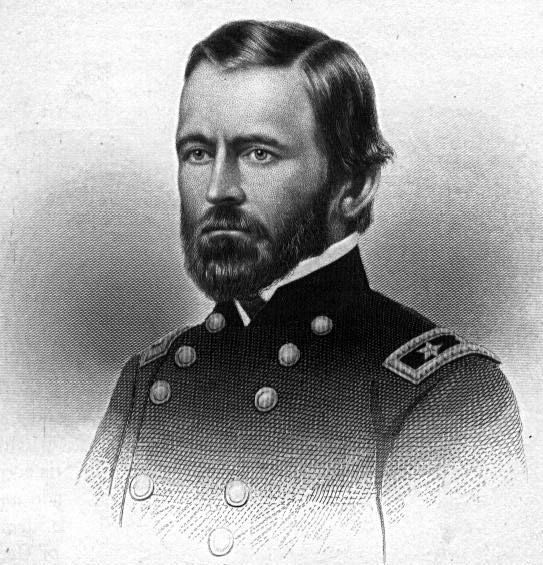
General Ulysses S. Grant

Diese Chance war durchaus real. Der unerwartet lange und blutige Stellungskrieg, den General Grant seit dem Frühjahr 1864 im Norden Virginias führte, kostete die Regierung Lincoln weitgehend das Vertrauen der Bevölkerung. Der Präsident war im Sommer des Wahljahrs so unpopulär, dass er selbst mit einer Niederlage rechnete. In einem Memorandum vom 23. August 1864 schrieb er: „Die Wiederwahl dieser Regierung erscheint heute, wie seit einigen Tagen, als überaus unwahrscheinlich.“ Sein Gegenkandidat von den Demokraten war sein früherer Oberbefehlshaber McClellan, der grundsätzlich zu einem Verhandlungsfrieden mit dem Süden und zur Anerkennung seiner Unabhängigkeit bereit war.
Erst in den letzten Wochen vor der Wahl wendete sich das Blatt, als die Ergebnisse des für den Norden äußerst erfolgreichen Atlanta-Feldzuges bekannt wurden: Die Truppen General Shermans hatten am 2. September 1864 Atlanta erobert, einen der wichtigsten Industriestandorte und Verkehrsknotenpunkte Georgias und des ganzen von der Konföderation noch gehaltenen Territoriums. Zudem besiegte Generalmajor Philip Sheridan am 19. Oktober im Shenandoahtal ein konföderiertes Korps, das zeitweilig sogar Washington bedroht hatte. Das Kriegsende schien jetzt nur noch eine Frage der Zeit zu sein.

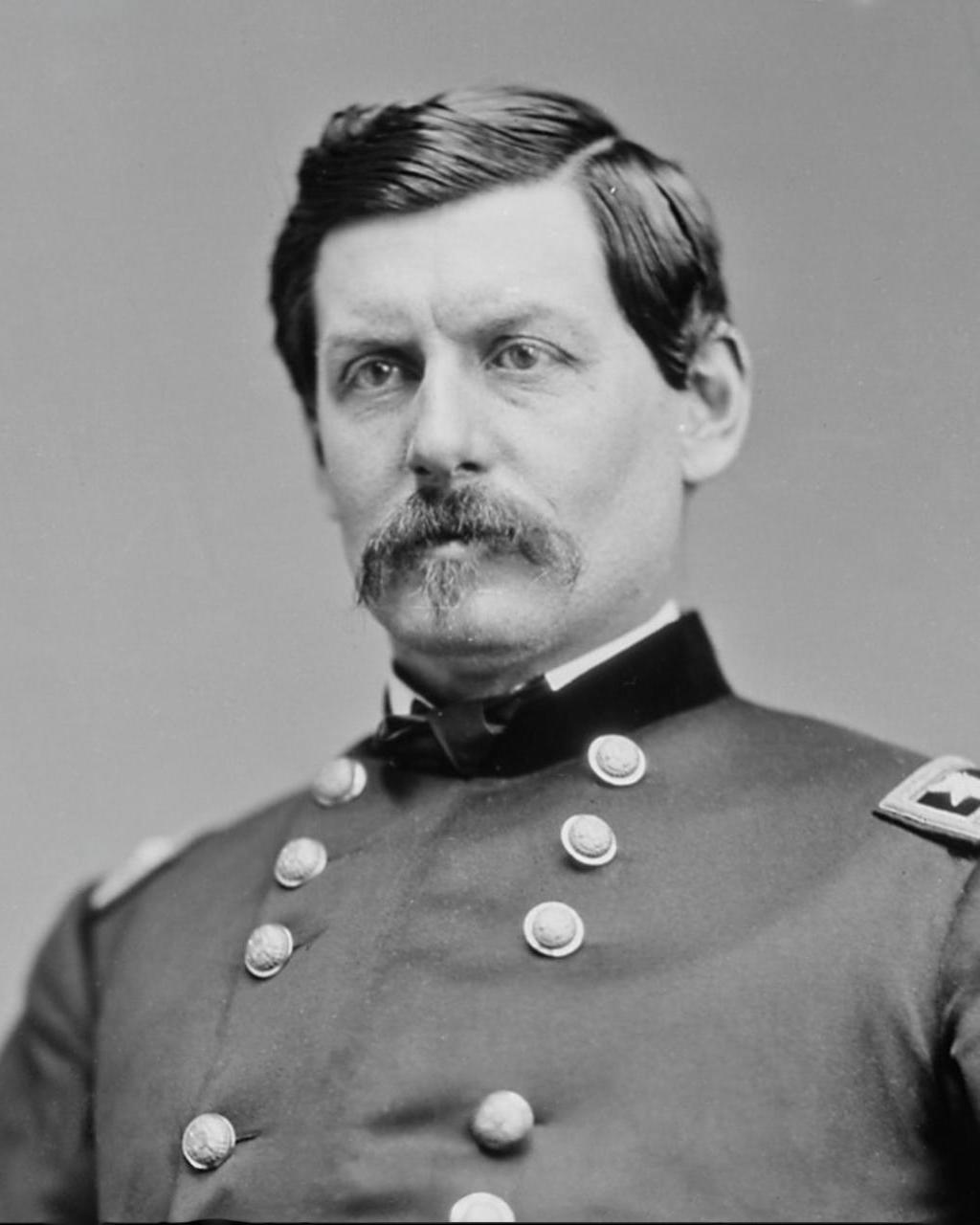
George B. McClellan, Lincolns Gegenkandidat bei den Wahlen von 1864

Die Republikaner setzten im Wahlkampf auf den von Lincoln geprägten Slogan „Mitten im Fluss soll man nicht die Pferde wechseln“ und bezeichneten die Positionen der Demokraten als landesverräterisch. Als Kandidat für die Vizepräsidentschaft ersetzte Lincoln den bisherigen Amtsinhaber, den weitgehend einflusslosen Nordstaatler Hannibal Hamlin, durch Andrew Johnson. Dieser gehörte der Demokratischen Partei an, stammte aus dem Konföderiertenstaat North Carolina und war 1857 von Tennessee in den Senat entsandt worden, hatte sich aber für die Union ausgesprochen. Seine Kandidatur sollte den Südstaatlern die Bereitschaft des Nordens signalisieren, sie nach dem Krieg gleichberechtigt in die wiederhergestellte Union zu integrieren. Gemeinsam mit Johnson kandidierte Lincoln im Rahmen der National Union Party, einer Wahlplattform aus Republikanern und einem Teil der Demokraten. Am 8. November hielten die USA als erstes demokratisches Land mitten in einem Krieg eine Wahl ab. Lincoln erzielte gegen den früheren Oberbefehlshaber des Unionsheeres George B. McClellan einen Erdrutschsieg: Er erhielt 55 Prozent der Wähler- und 212 von 233 Wahlmännerstimmen. Als erster Präsident seit Andrew Jackson, 32 Jahre zuvor, war er für eine zweite Amtszeit bestätigt worden.
Seine Wähler entstammten vor allem der Bauern- und Arbeiterschaft sowie den städtischen Mittelschichten. Ihre geografischen Hochburgen waren Neuengland und die Staaten mit einem starken Anteil deutscher Einwanderer wie Wisconsin oder Illinois. Für den Präsidenten war es besonders bedeutsam, dass auch die Soldaten der Unionsarmee zu mehr als zwei Dritteln für ihn gestimmt hatten, obwohl sie sich von einem Sieg McClellans ein rascheres Ende der Kampfhandlungen erhoffen konnten. Vor der Wahl hatte Lincoln geäußert, es sei ihm lieber, mit der Mehrheit der Soldatenstimmen besiegt als ohne diese Mehrheit Präsident zu werden.
In der Zeit bis zu seinem zweiten Amtsantritt setzte sich Lincoln energisch für die Verabschiedung des 13. Zusatzartikels zur US-Verfassung ein, der die Sklaverei auf dem Territorium der USA ein für alle Mal verbieten sollte. Nach dem Senat konnte er – nach einem vergeblichen ersten Anlauf – am 31. Januar 1865 auch die nötige Zweidrittelmehrheit des Repräsentantenhauses zur Zustimmung bewegen. Um dem Sklavereiverbot endgültig Verfassungsrang zu verleihen, musste es jetzt nur noch von den Einzelstaaten ratifiziert werden.
Ein weiteres, drängendes Problem war die Wiedereingliederung der Südstaaten in die Union. Am 4. März 1865 – anlässlich seiner zweiten Vereidigung als Präsident – versprach Lincoln, „Groll gegen niemanden“ und „Nächstenliebe gegen alle“ walten zu lassen. Er fasste bereits den Wiederaufbau des Südens und die Nachkriegsordnung ins Auge und hatte vor, den Südstaatlern milde Friedensbedingungen zu stellen. Die Rückkehr in die Union sollte ihnen so leicht wie möglich fallen. Gegen Widerstände aus der eigenen Partei setzte Lincoln den Grundsatz durch, dass ein abtrünniger Staat wieder gleichberechtigt in die Union aufgenommen werden sollte, sobald ein Zehntel seiner Bürger ihr den Treueid geleistet hätten.

#### Sieg und Tod

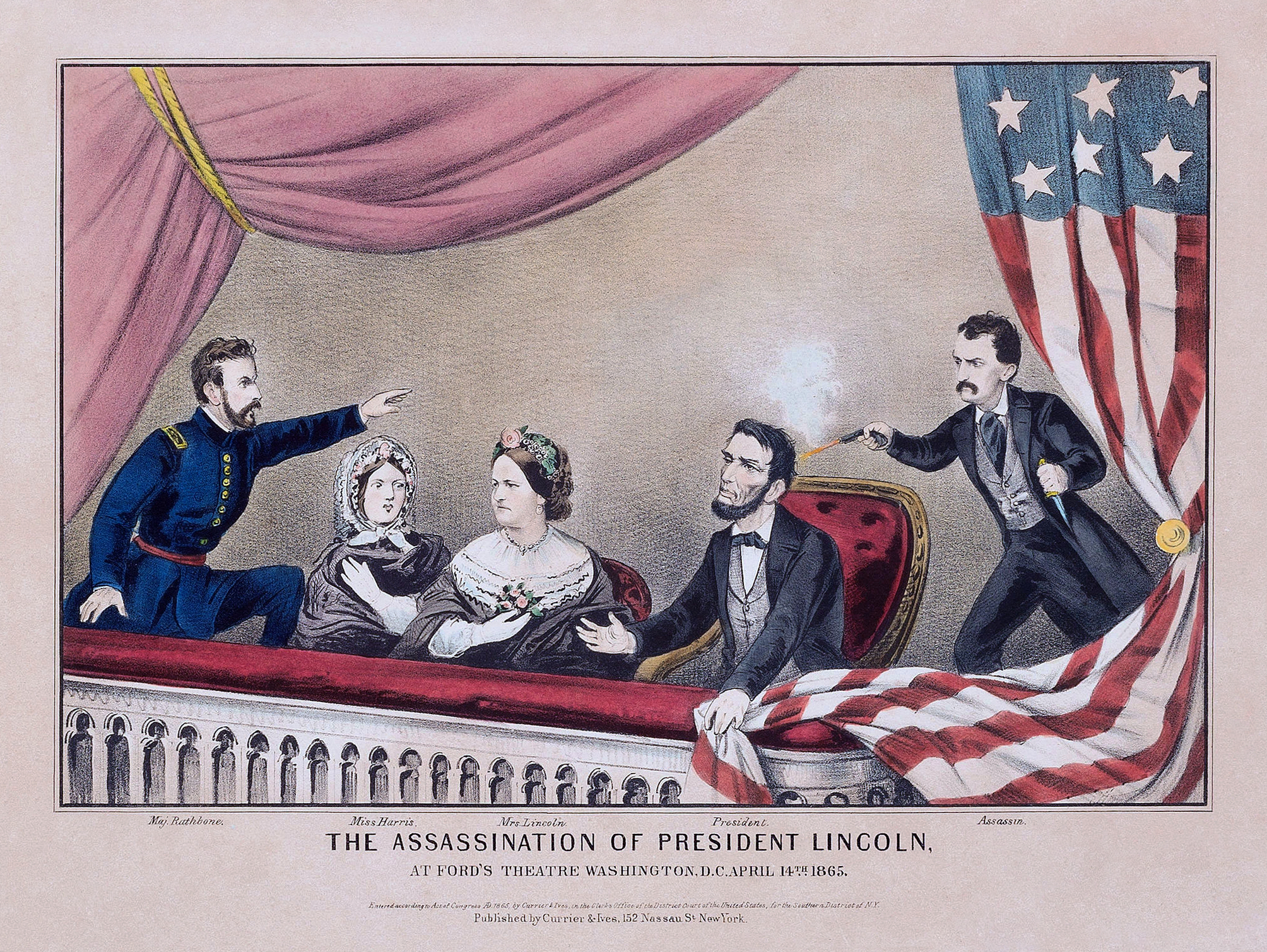
Lithografie des Attentats (ca. 1865); von links: Henry Rathbone, Clara Harris, Mary Todd Lincoln, Abraham Lincoln und John Wilkes Booth

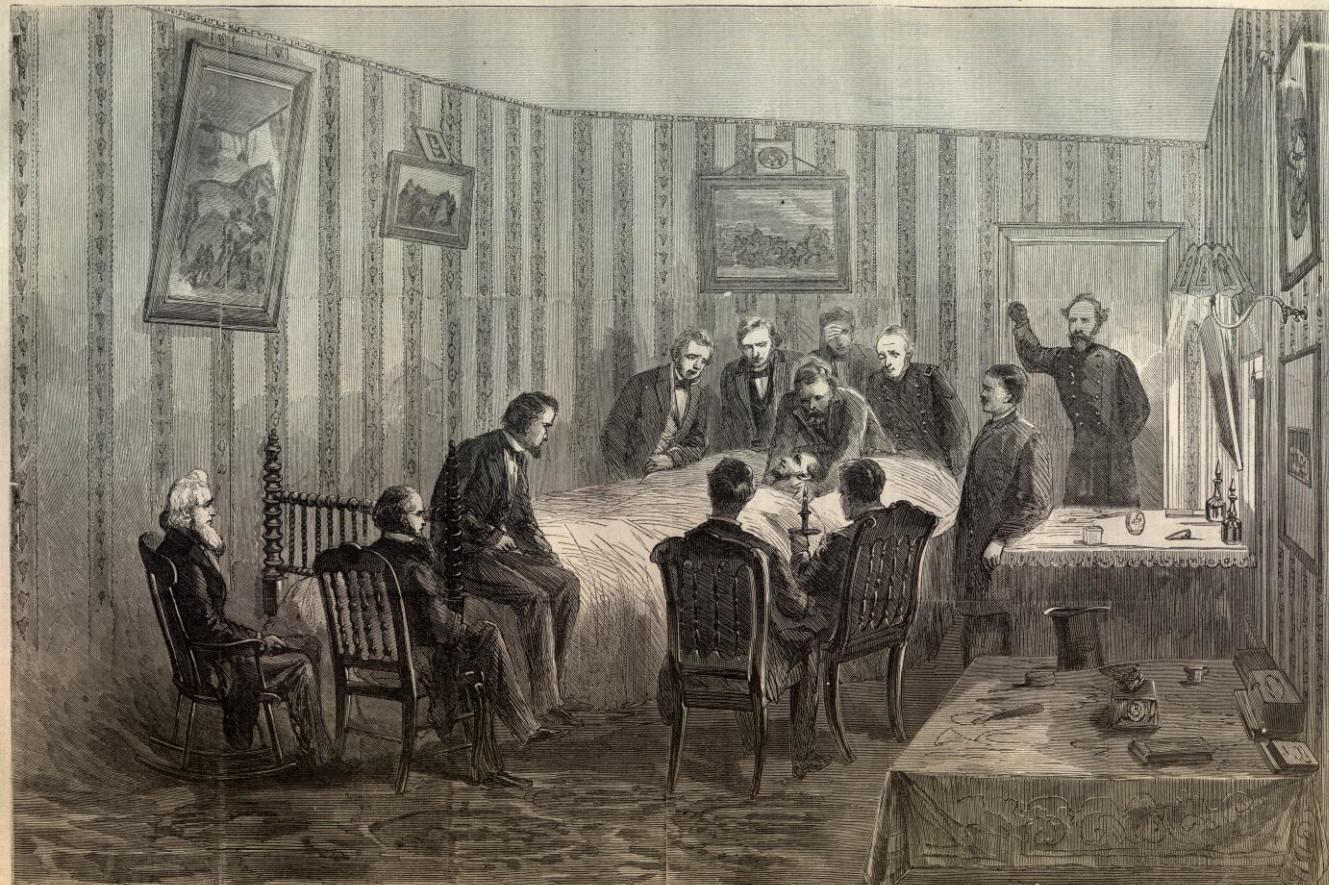
Lincoln auf seinem Sterbebett, Harper’s Weekly, 1865

Der Krieg ging nun einem raschen Ende entgegen. Am 3. April eroberten Grants Truppen die Konföderiertenhauptstadt Richmond. Lincoln besichtigte zwei Tage später das Amtszimmer seines Kontrahenten Jefferson Davis. Am 9. April 1865 kapitulierten die Reste von Lees Armee vor General Grant bei Appomattox Court House, Virginia. Die konföderierten Truppen unter General Joseph E. Johnston ergaben sich am 26. April General Sherman bei Durham, North Carolina.
Den endgültigen Sieg hat Abraham Lincoln jedoch nicht mehr erlebt: Am Abend des 14. April, des Karfreitags 1865, besuchte er mit seiner Frau Mary und einem befreundeten Ehepaar eine Komödie im Ford’s Theatre in Washington, D.C. Während der Vorstellung verschaffte sich der Schauspieler John Wilkes Booth, ein fanatischer Sympathisant der Südstaaten, Zutritt zur Loge des Präsidenten und schoss ihm aus nächster Distanz mit einer Deringer-Vorderladerpistole von hinten in den Kopf. Ärzte aus dem Publikum waren sofort zur Stelle, aber die Kugel ließ sich nicht entfernen. Da der Präsident nicht transportfähig war, wurde er in das Petersen House gebracht, ein Privathaus direkt gegenüber dem Theater. Dort starb Lincoln am folgenden Tag, dem 15. April, um 7:22 Uhr morgens, ohne das Bewusstsein noch einmal wiedererlangt zu haben. Andrew Johnson, seit März Lincolns Vizepräsident, legte noch am selben Tag den Amtseid als sein Nachfolger ab.
Das Attentat war Teil einer größeren Verschwörung: Eine Gruppe von Südstaaten-Anhängern um Booth hatte geplant, neben Lincoln weitere Regierungsmitglieder zu ermorden. So verletzte Lewis Powell bei einem Mordanschlag Außenminister Seward schwer, ebenso dessen Sohn und weitere Mitglieder seines Haushalts. Der deutschstämmige George Atzerodt, der auf Vizepräsident Andrew Johnson angesetzt war, schreckte im letzten Moment vor dem Mord zurück. Booth, der sich nach dem Mord beim Sprung aus der Präsidentenloge das Bein verletzt hatte, gelang mit Hilfe eines weiteren Komplizen, David Herold, die Flucht nach Virginia. Dort wurde er am 26. April auf einer abgelegenen Farm gestellt und bei einem Schusswechsel getötet. Ein Militärgericht verurteilte Ende Juni Powell, Atzerodt, Herold und Booths Zimmerwirtin Mary Surratt, die der Mitwisserschaft verdächtigt wurde, zum Tode. Sie wurden am 7. Juli 1865 im heutigen Fort Lesley J. McNair in Washington durch Hängen hingerichtet.
Lincolns Sarg wurde mit einem Sonderzug auf etwa demselben Weg nach Springfield überführt, auf dem der neugewählte Präsident 1860 nach Washington gereist war. In allen größeren Städten wie New York und Chicago fanden Trauerprozessionen und -gottesdienste mit dem aufgebahrten Leichnam statt. Am 5. Mai 1865 wurde Abraham Lincoln auf dem Friedhof Oak Ridge Cemetery in seiner Heimatstadt Springfield beigesetzt. Am 23. Juni kapitulierten bei Fort Towson im Indianerterritorium die letzten Truppen der Konföderation. Lincolns Vermächtnis, der 13. Verfassungszusatz, trat nach der Ratifizierung durch die in der Verfassung vorgesehene Mindestanzahl von Dreiviertel der im damaligen Kongress vertretenen Bundesstaaten am 18. Dezember 1865 in Kraft.

## Nachleben

Die monumentalen Präsidentenporträts von Mount Rushmore; rechts: Abraham Lincoln

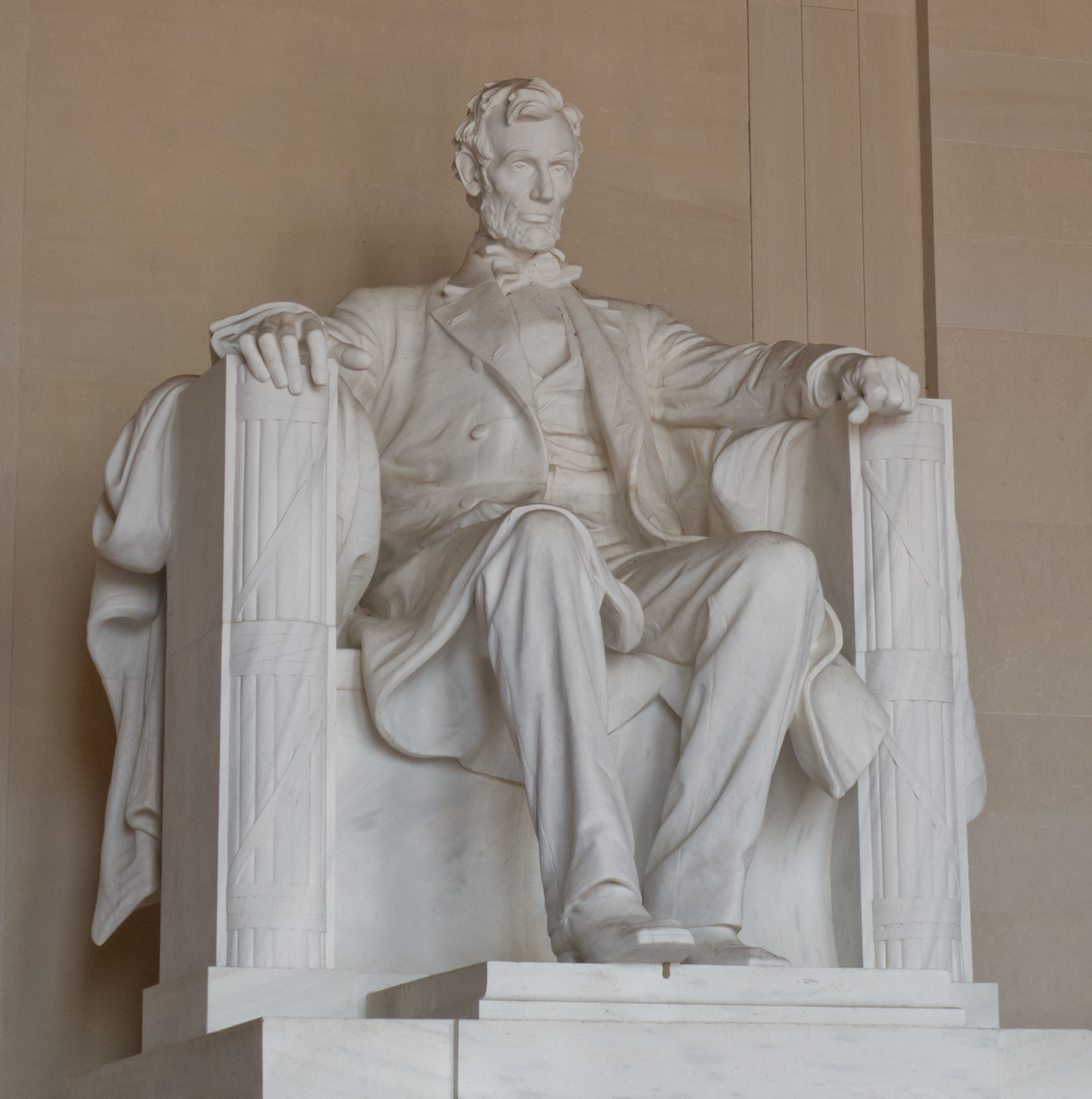
Die von Daniel Chester French geschaffene Statue des Präsidenten im Lincoln Memorial in Washington, D.C.

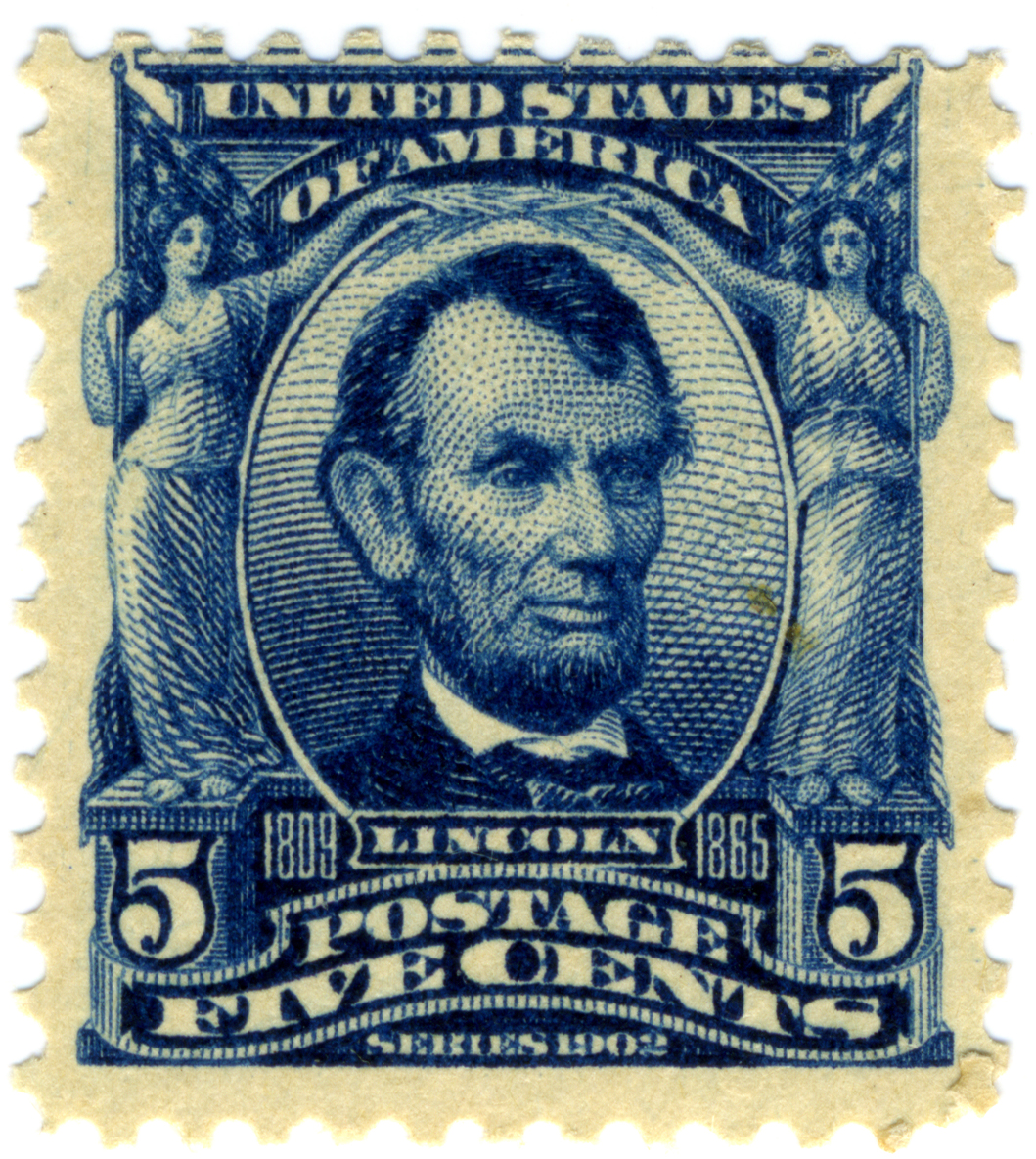
US-Briefmarke mit dem Porträt Lincolns

Als der Dichter Walt Whitman von Lincolns Tod erfuhr, widmete er ihm das Gedicht O Captain! My Captain! Es spricht von einem Kapitän, der sein Schiff durch große Gefahren sicher in den Hafen steuert, das Ziel aber selbst nicht lebend erreicht. Später verglich Whitman den Präsidenten, der an einem Karfreitag tödlich verwundet worden war, mit Jesus Christus. Dies sind nur zwei von vielen Beispielen für die bis zur Verklärung reichende Verehrung, die Abraham Lincoln bereits unmittelbar nach seiner Ermordung zuteilwurde. Mehr als die nüchterne Beurteilung seiner Präsidentschaft trugen dazu die Art seines Todes und der Vergleich mit den eher glanzlosen Regierungszeiten seiner ersten Amtsnachfolger bei. Zunächst nur in den Nordstaaten, mit wachsendem zeitlichem Abstand zum Bürgerkrieg aber in den ganzen USA, setzte sich das Bild von Lincoln als einem der bedeutendsten Präsidenten der US-Geschichte durch.
Während die weißen Amerikaner in ihm den Bewahrer der Union sahen, betrachteten ihn die Afroamerikaner vor allem als den Sklavenbefreier. Auch ihr Bild von Lincoln war von religiöser Metaphorik geprägt. Schon bei seinem Besuch in Richmond kurz vor Kriegsende wurde Lincoln von den Schwarzen als „Vater Abraham“ begrüßt. Später verglichen sie ihn mit Moses, der die Israeliten ins Gelobte Land geführt hatte, ohne dass es ihm vergönnt war, dieses selbst zu betreten. Auch eher zurückhaltende Beobachter wie Frederick Douglass, der Lincoln während seiner Präsidentschaft unablässig wegen seiner zögerlichen Haltung in der Sklavenfrage kritisiert hatte, äußerten sich im Rückblick voller Respekt:

„Bedenkt man die enorme Größe der Aufgabe und die Mittel, die dazu notwendig waren, so hat die unendliche Weisheit kaum je einen Mann in die Welt geschickt, der für seine Aufgabe geeigneter war als Abraham Lincoln.“

Heute wird der Mitbegründer der Republikanischen Partei von Angehörigen aller ethnischen Gruppen verehrt, von Konservativen und Liberalen ebenso wie von Linken. In Umfragen unter Historikern und der US-Bevölkerung wird er gemeinsam mit George Washington und Franklin D. Roosevelt stets als einer der drei besten US-Präsidenten bewertet. Die Freiwilligenverbände aus den USA, die im Spanischen Bürgerkrieg auf Seiten der Republik gegen die Putschisten unter General Franco kämpften, nannten sich Lincoln-Bataillon. Eine Oppositionsgruppe innerhalb der Republikanischen Partei rief 2019 das gegen die Politik Donald Trumps gerichtete  Lincoln Project ins Leben.
Insgesamt 17 Countys sowie zahlreiche Städte und Dörfer in den USA tragen den Namen des früheren Präsidenten, von kleinen wie Fort Abraham Lincoln in North Dakota bis zu großen wie der Hauptstadt Nebraskas. Ebenso ein 1984 entdeckter Asteroid des inneren Hauptgürtels. Die US Navy taufte mehrere Schiffe auf seinen Namen, unter anderem den Flugzeugträger Abraham Lincoln und ein strategisches Atom-U-Boot. Die Automarke Lincoln wurde 1917 von deren Begründer Henry Leland nach ihm benannt, und seit 1954 ziert der Slogan „Land of Lincoln“ die Kfz-Kennzeichen von Illinois.
Als Forschungsstätte wurde 1889 in Springfield die Illinois State Historical Library ins Leben gerufen, die – um ein Museum und weitere Einrichtungen erweitert – am 16. April 2005 als The Abraham Lincoln Presidential Library and Museum neu eröffnet wurde. Das Wohnhaus von Abraham Lincoln im historischen Zentrum Springfields steht unter der Obhut des U.S. National Park Service und ist heute ebenso ein Museum wie Lincolns Geburtsstätte in Kentucky, der Ort des Attentats – Ford’s Theatre – und das dem Theater gegenüberliegende Sterbehaus in Washington. Lincolns Bild ziert den 5-Dollar-Schein sowie die 1-Cent-Münze. In 10 US-Bundesstaaten wird Lincolns Geburtstag als offizieller Feiertag begangen. Zu seinen und George Washingtons Ehren wurde der nationale Feiertag „Presidents Day“ eingeführt. Und neben den Köpfen George Washingtons, Thomas Jeffersons und Theodore Roosevelts wurde auch der Lincolns in die Felsen von Mount Rushmore in South Dakota gemeißelt. Der Komponist Aaron Copland schrieb 1942 das Tongedicht Lincoln Portrait mit einem gesprochenen Begleittext zu Ehren des 16. US-Präsidenten.
Bereits 1922 war am Ufer des Potomac in Washington das Lincoln Memorial eingeweiht worden. Der klassizistische Tempelbau und das Kapitol der Vereinigten Staaten markieren die beiden Enden der National Mall, der zentralen Achse der amerikanischen Hauptstadt. Die Gedenkstätte birgt eine Kolossalstatue Abraham Lincolns, die Darstellungen der Zeusstatue von Olympia nachempfunden ist. In ihre Südwand ist der Text der Gettysburg Address, in die Nordwand Lincolns zweite Amtsantrittsrede eingemeißelt. Seit ihrer Entstehung ist sie Schauplatz vieler großer Bürgerrechtsdemonstrationen gewesen. Martin Luther King hielt 1963 seine berühmte Rede I Have a Dream von den Stufen des Lincoln Memorials herab.
In Lincolns 200. Geburtsjahr trat der erste afroamerikanische Präsident der USA sein Amt an. Barack Obama hatte seine Bewerbung als Präsidentschaftskandidat am 10. Februar 2007 vor dem alten Parlamentsgebäude in Springfield bekannt gegeben, in dem Lincoln 1858 seine bis heute nachwirkende House Divided Speech gehalten hatte. Sowohl bei seiner ersten als auch bei seiner zweiten Amtseinführung in den Jahren 2009 und 2013 legte der 44. Präsident der Vereinigten Staaten seinen Eid auf Lincolns Bibel ab.

## Werke
- Collected Works of Abraham Lincoln. 8 Bände. Hg. von Roy Prentice Basler im Auftrag der Abraham Lincoln Association, Rutgers University Press, New Brunswick 1953 (Korrespondenz, Reden und andere Schriften), ISBN 978-0-8135-0172-7.
- Speeches and Letters by Abraham Lincoln. Hg. von Merwin Roe, J. M. Dent, London 1909, 1936, 1949 (Auswahlband).
- Lincoln letters. Bibliophile Society, Boston 1913 (Digitalisat).

## Verfilmungen
Seit 1911 ist Abraham Lincoln in fast 350 Filmen und Fernsehsendungen von Schauspielern dargestellt worden, unter anderem von Walter Huston, Henry Fonda, Gregory Peck, Raymond Massey, Hal Holbrook, Sam Waterston, Lance Henriksen, Daniel Day-Lewis und – besonders häufig (zehn Mal) – von Frank McGlynn senior. Day-Lewis erhielt für seine Hauptrolle in Steven Spielbergs Film Lincoln einen Oscar.
Die wichtigsten Spiel- und Dokumentarfilme mit und über Lincoln sind:
- David Wark Griffith: Abraham Lincoln, 1930, Spielfilm
- John Ford: Der junge Mr. Lincoln, 1939, Spielfilm
- John Cromwell: Abe Lincoln in Illinois, 1940, Spielfilm
- George Schaefer: Lincoln, 1974, Fernsehserie
- Lamont Johnson: Lincoln, 1988, Miniserie
- Jack Bender: Im Schatten des Todes (The Perfect Tribute) (1991), Fernsehfilm mit Jason Robards als Lincoln
- Peter W. Kunhardt: Lincoln, 1992, Fernsehfilm
- Ken Burns: The Civil War. Der Amerikanische Bürgerkrieg. WDR/CS Associates, 1996, Dokumentarserie
- John Gray: Abraham Lincoln – Die Ermordung des Präsidenten (The Day Lincoln Was Shot), 1998, Fernsehfilm
- Robert Redford: Die Lincoln Verschwörung, 2010, Spielfilm
- Steven Spielberg: Lincoln, 2012, Spielfilm
- Adrian Moat: Tom Hanks: Die Lincoln-Verschwörung (Killing Lincoln), 2013, Fernsehfilm, National Geographic Channel
- Carl Franklin: Nach dem Attentat, 2024, Miniserie mit Hamish Linklater als Abraham Lincoln